# 허블 우주망원경
허블 우주망원경(영어: Hubble Space Telescope, HST;)은 1990년에 지구 저궤도로 발사된 우주망원경이다. 최초의 우주망원경은 아니지만 가장 크고 가장 많이 쓰이는 우주망원경 중 하나로, 천문학 역사상 중요한 망원경이며 대중의 관심을 많이 받아온 망원경이다. 허블 망원경의 명칭은 천문학자인 에드윈 허블의 이름에서 따온 것으로, 콤프턴 감마선 관찰위성, 찬드라 엑스선 관찰위성, 스피처우주망원경과 함께 NASA의 거대관찰위성의 일원이다.
2.4미터의 주거울을 갖추고 있으며 근자외선, 가시광선, 근적외선 스펙트럼을 관측한다. 허블 망원경의 궤도는 지상 망원경과 비교할 때 지구의 대기권의 영향을 덜 받기 때문에 해상도가 매우 높은 영상을 얻는데 적합하다. 허블 망원경은 역사상 가장 상세한 가시광선 영상을 촬영함으로써 먼 우주의 모습을 알려주었다. 허블이 우주의 팽창속도를 정확하게 측정한 것처럼, 허블 망원경이 이룩한 수많은 관측은 곧 천체물리학 난제의 돌파구로 이어졌다.
허블 망원경은 미국 항공 우주국(NASA)과 유럽 우주국(ESA)의 협력으로 건조되었다. 우주망원경 과학연구소 (STScI)는 허블 망원경의 관찰대상을 지정하여 관찰결과 자료를 처리하는 역할을 하고, 고다드 우주비행센터는 우주선을 조작하는 역할을 한다.
허블 망원경은 1970년대에 투자 받아 1983년에 발사되기로 계획되었으나, 기술적인 문제와 예산 문제, 그리고 1986년 챌린저 우주왕복선 폭발 사고로 발사는 계속 지연되어 1990년에 발사되었다. 그러나 허블 망원경의 주거울이 정확하지 않게 설치되어 제 성능을 내지 못했다. 이 거울은 1993년 정비 임무를 통해 원래 설계되었던 성능으로 광학적 수정이 이루어졌다.
허블 망원경은 우주비행사를 통해 우주에서 정비할 수 있도록 설계된 유일한 망원경이다. 1990년 우주왕복선 디스커버리의 발사 후, 주요 장비 다섯가지를 포함하여 망원경의 수리, 업그레이드, 시스템 대체를 위한 5회의 우주왕복선 임무가 뒤를 이었다. 다섯번째 임무는 2003년의 컬럼비아 우주왕복선 사고 이후 안정성 차원에서 취소되기도 하였다. 하지만 공적인 논의가 빠르게 이루어진 뒤, 마이크 그리핀 NASA 국장이 다섯번째 정비 임무를 승인하여 2009년에 완수된다. 허블 망원경은 2018년에도 운용 중이며, 2030년-2040년까지 계속 운용될 것이다. 허블 망원경의 뒤를 잇는 제임스 웹 우주망원경 (JWST)은 2021년 12월 25일에 발사되었다.

## 개념, 디자인 및 목표

### 제안 및 선구자

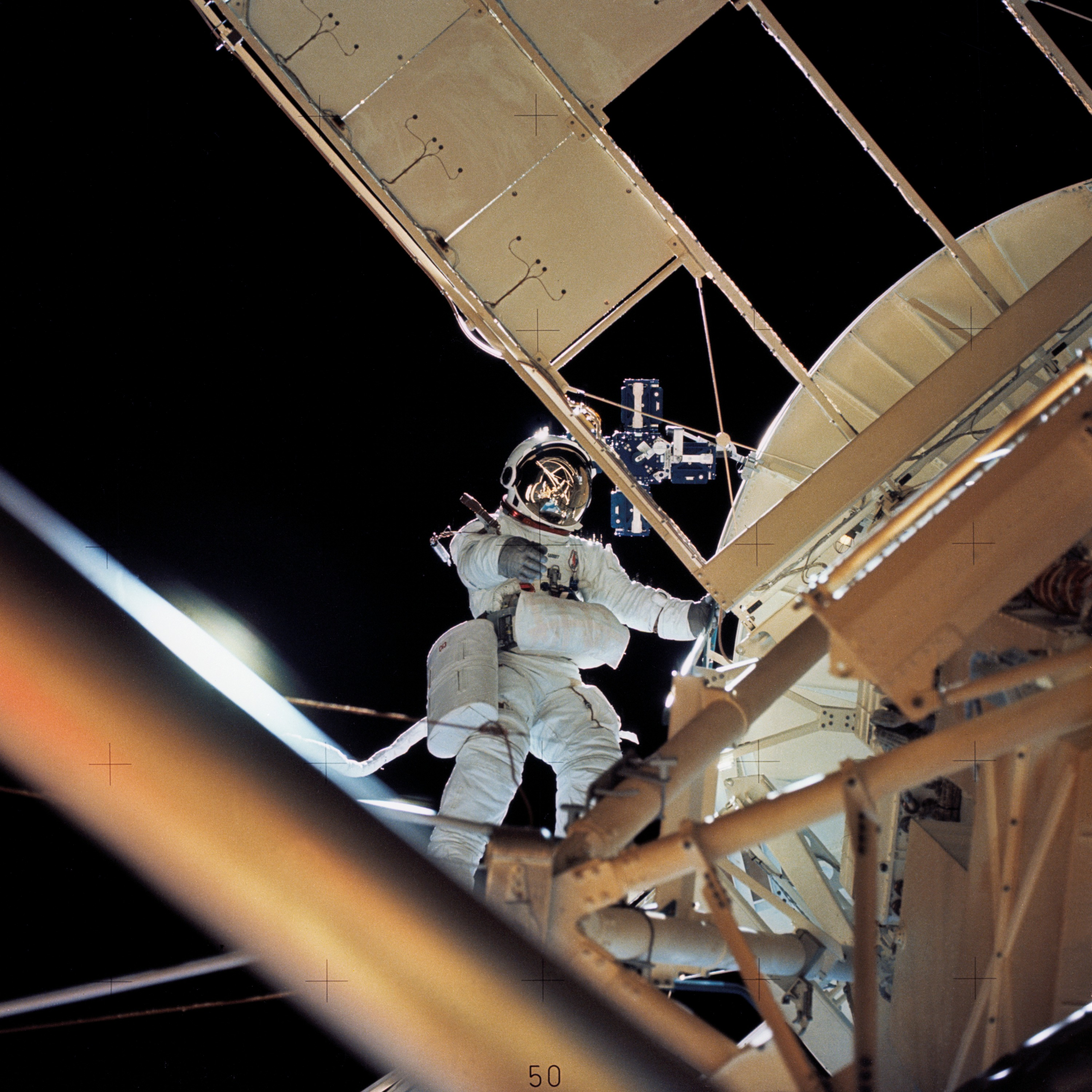
1973년, 우주비행사 오웬 개리엇이 스카이랩의 유인 태양우주관측소 옆에서 작업하고 있다.

헤르만 오베르트는 로버트 H. 고다드와 콘스탄틴 치올콥스키와 함께 현대 로켓공학의 아버지라 불린다. 그는 1923년에 망원경이 로켓을 통해 지구 궤도로 추진될 수 있는 방법에 대해 언급한 논문인 《행성간 우주로의 로켓Die Rakete zu den Planetenräumen》을 발표했다.

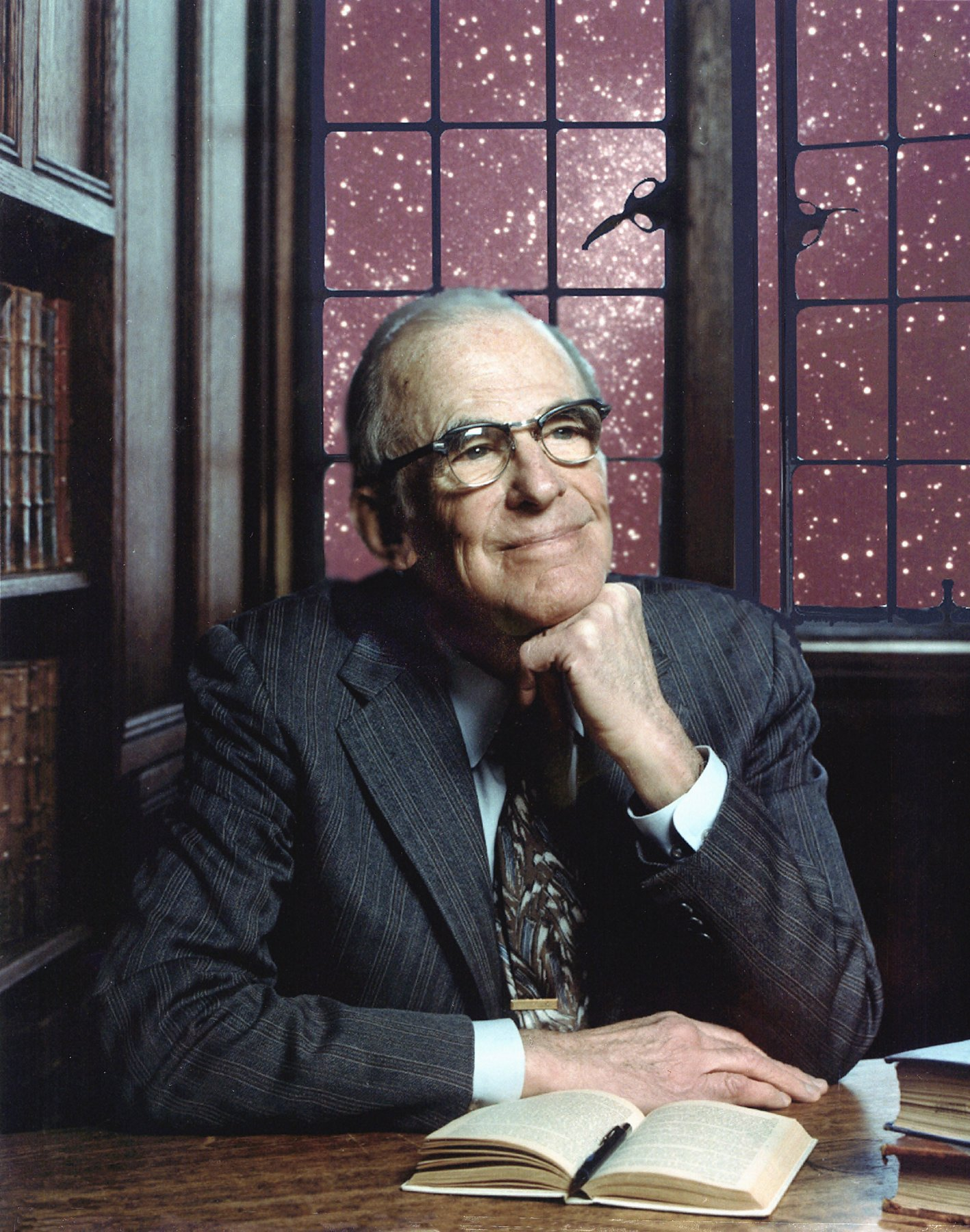
라이먼 스피처는 허블 우주망원경 프로젝트의 탄생에 큰 역할을 했다

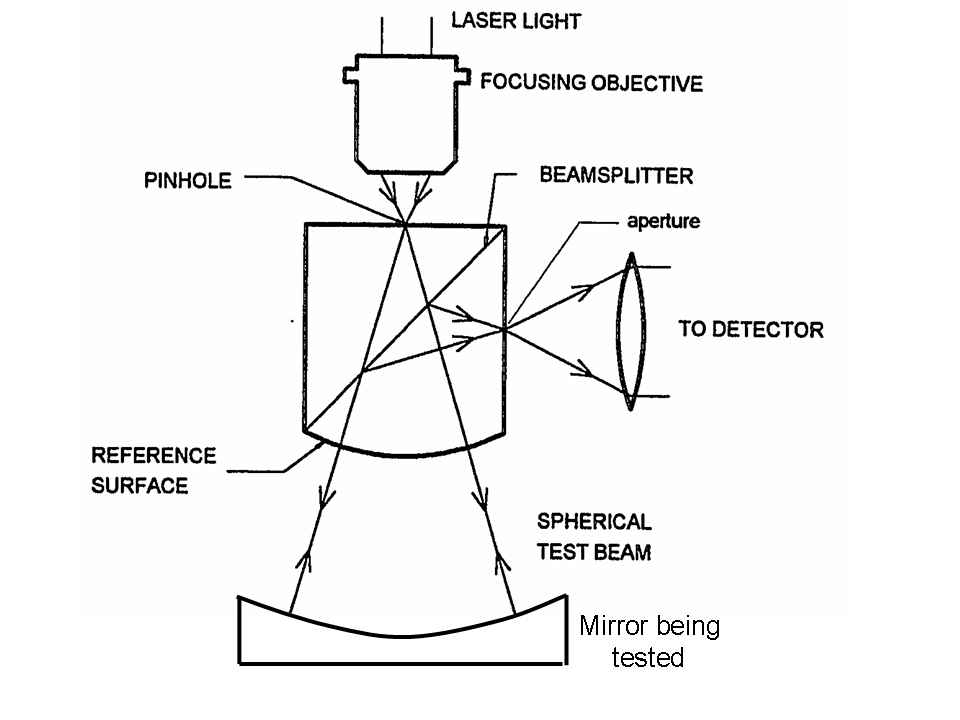
간섭계를 사용한 구면거울 시험. 시험기기의 모든 표면은 평탄하거나 구면이다. 그래서 시험기기의 제작과 시험은 꽤나 쉽다. 이러한 구성으로 특정 크기의 구면거울을 시험할 수가 있다. 파면이 구면이라서 거울이 작으면 가깝거나, 수 미터 이상이면 훨씬 멀리 있다. 거울의 표면에서 결정되는 구의 중심에 작은 구멍(핀홀)만 뚫려 있으면 된다.

허블우주망원경의 역사는 1946년이라는 이른 시기, 천문학자 라이먼 스피처의 논문 "Astronomical advantages of an extraterrestrial observatory"(지구외부 천문대의 천문학적 이점들)에서 시작된다. 스피처는 이 논문에서 우주 천문대가 지상 망원경을 압도하는 두가지 큰 이점을 주장했다. 첫째로 물체를 명확하게 구분할 수 있는 최소 길이인 각분해능이 별의 반짝임을 유발하는 대기의 난류와는 상관 없이 회절에 의해서만 제한된다. 2.5 m의 거울을 갖춘 망원경에 대해 이론적인 회절한계 분해능이 약 0.05 초인데 비하여, 당시 지상 망원경은 0.5-1.0 초의 분해능이 한계였다. 둘째로 우주망원경은 지구 대기에 강하게 흡수되는 적외선과 자외선을 관찰할 수 있다.
스피처는 경력의 상당 시간을 우주망원경의 개발에 힘썼다. 1962년, 그는 미국국립과학회의 한 보고서에서 우주 프로그램의 일환으로 우주망원경의 개발을 추천하였고, 1965년에는 거대우주망원경에 대한 과학적 목표를 정하는 업무의 위원회장으로 위임했다.
우주 기반의 천문학은 제2차 세계대전 직후, 과학자들이 로켓공학에서 이루어진 기술발전을 응용하는 것으로부터 비롯된다. 최초의 태양 자외선 스펙트럼을 1946년에 얻고, 미국항공우주국 (NASA)이 1962년에 자외선, 엑스선, 감마선 스펙트럼을 얻기 위해 '태양공전 천문대'(Orbiting Solar Observatory, OSO)를 쏘아 올린다. 영국이 에어리엘 우주 계획(Ariel space program)의 일환으로 태양공전 망원경(Orbiting Solar Telescope)을 1962년에 발사하고, 1966년에 NASA는 처음으로 공전천문대를 발사했지만 OAO-1의 축전지가 3일 뒤에 고장나면서 임무가 중단된다. 뒤이어 OAO-2는 1968년에 발사되어 본래 계획된 수명의 정확히 1년 뒤인 1972년까지 여러 별과 은하의 자외선 관측을 수행했다.
OSO와 OAO 임무는 우주망원경이 천문학에서 할 수 있는 중요한 역할을 입증해 보였다. 그 후 NASA는 1968년에 직경 3m 주경의 우주반사망원경의 확고한 건조 계획을 세웠다. 이 계획은 1979년 발사를 목표로 함과 동시에 임시로 대형공전망원경(Large Orbiting Telescope) 또는 대형우주망원경(Large Space Telescope, LST)이라는 명칭으로 알려졌다. 이러한 계획들은 비용이 많이 쓰이는 계획의 기능 수명을 늘리기 위해 망원경에 대한 유인 정비 임무의 필요성을 강조하기도 했다. 동시에 착수된 재사용 가능한 우주왕복선의 개발 계획은 이 기술이 곧 실현 가능한 기술이 될 것임을 암시했다.

### 자금 조달 요청
OAO 계획의 지속적인 성공으로 천문학계에서 LST가 주요 목표가 되어야 한다는 의견이 만장일치로 지지 받는다. 이를 위해 NASA는 1970년에 위원회 두 곳을 설립한다. 하나는 우주망원경 계획의 공학적인 부분을 계획하기 위한 곳이고, 다른 하나는 임무의 과학적 목표를 결정하는 곳이다. 위원회가 설립된 이후 NASA가 겪은 다음 문제는 기구의 개발 비용을 지원받는 것이었는데, 우주망원경 건조에는 그 어떤 지상망원경보다도 더 많은 비용이 필요했다. 미국 연방의회는 망원경 제작에 제시된 예산의 여러 가지 면을 집요하게 캐물었고, 계획 단계에서 당시 망원경에 탑재될 기구와 장비를 상세하게 연구하는 것까지 포함하여 지출을 줄이도록 강요했다. 1974년에 연이은 재정지출 삭감으로 연방의회는 망원경 계획에 예산 분배를 전면 취소하였다.
이 때문에 미국 천문학자들 사이에서 전국적인 청원 활동이 이루어졌다. 수많은 천문학자들이 하원의원과 상원의원을 직접 면담했고, 대규모 서명 운동이 열렸다. 미국 국립과학회는 우주망원경의 필요성을 강조하는 보고서를 제출하기까지 했다. 결국 상원이 하원에서 승인했던 원래 예상비용의 절반을 승인하면서 끝을 맺었다.
재정 문제로 계획의 규모가 축소되었기 때문에, 주거울의 직경도 3 m에서 2.4 m로 줄어들었다. 그래서 망원경 장비의 비용을 절감하기 위해 더욱 작고 효율적인 배치가 가능한 방향으로 설계가 진행되었으며, 주요 위성에 쓰이는 시스템을 시험하기 위해 제안된 실험용 1.5 m 우주망원경의 계획이 취소된다. 그리고 비용 문제는 NASA와 유럽우주기구 (ESA)이 협력하는 동기가 되었다. ESA는 제작 비용과 망원경에 설치될 1세대 기구 하나, 기구의 동력원이 되는 태양전지까지 제공하였다. 이외에도 미국으로 망원경을 제작할 전문 인력까지 파견했다. 대신에 망원경의 운용 시간의 최소 15%를 유럽 천문학자들이 이용할 수 있도록 보장하는 조건이 붙었다. 미국 국회는 최종적으로 1978년에 3,600만 미국 달러의 재정지원에 승인했으며, 1983년 발사를 목표로 LST의 설계가 본격적으로 시작된다. 망원경의 이름은 우주의 팽창을 발견함으로써 20세기의 가장 위대한 과학적 혁명 중 하나를 이룩했던 에드윈 허블의 이름을 따서 붙여진다.

### 건설 및 엔지니어링

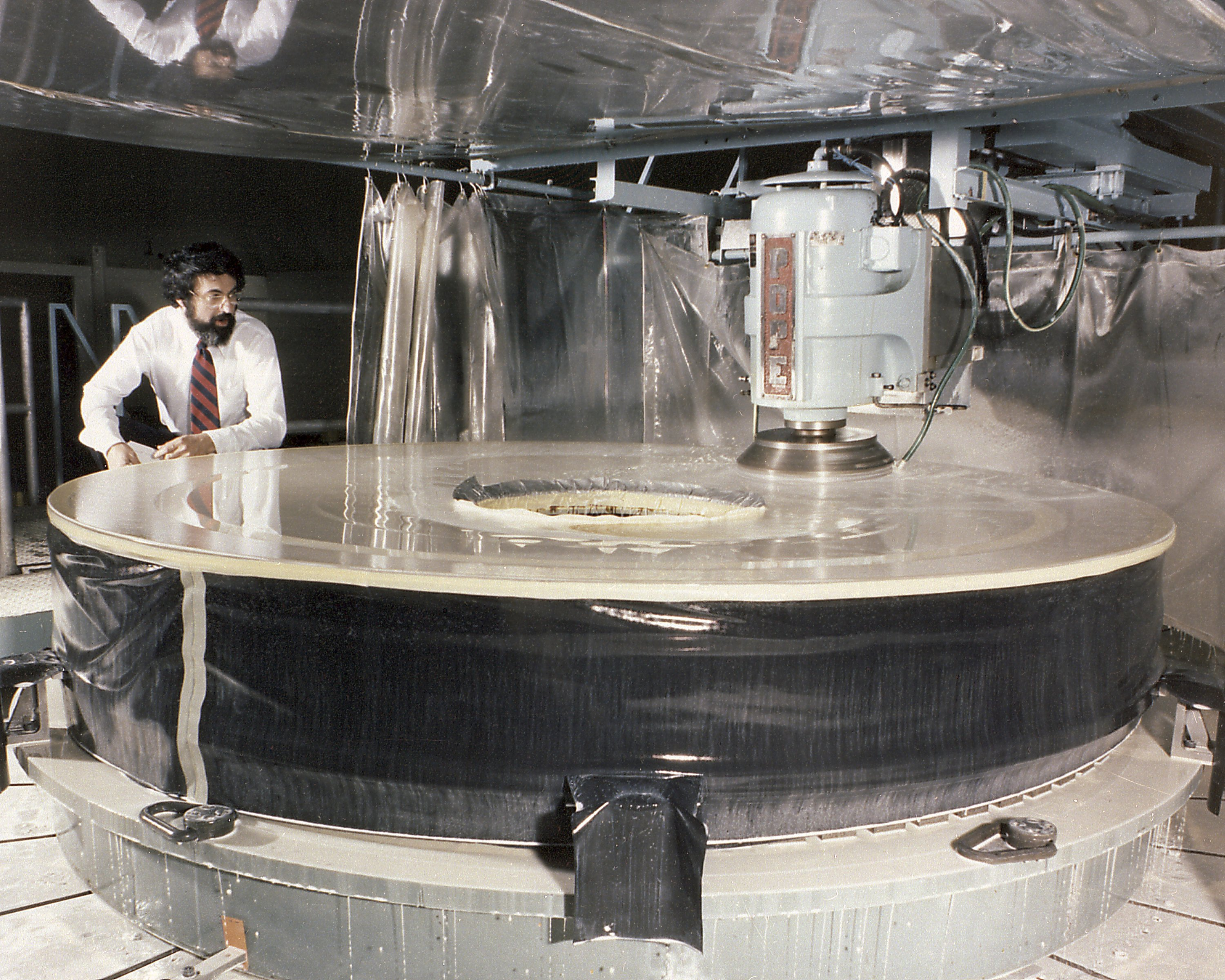
1979년 3월, 퍼킨엘머의 허블 주거울 그라인딩 작업

우주망원경 계획이 착수된 후, 계획에 필요한 업무는 여러 연구소에 분배된다. 마셜 우주비행센터 (MSFC)는 망원경의 설계와 개발, 건조를 담당하였고, 고다드 우주비행센터는 과학 기구의 전반적인 조작과 임무 수행을 위한 지상 제어 센터 역할을 담당했다. MSFC는 광학 회사 퍼킨엘머(Perkin-Elmer)사에 우주망원경의 광학망원경조립체 Optical Telescope Assembly (OTA) 및 정밀유도센서의 설계와 건조를 의뢰했다. 록히드는 망원경이 실릴 우주선을 건조하고 집약하는 업무를 의뢰받는다.

### 광학 튜브 조립
허블우주망원경은 광학적으로 가장 큰 전문가용 망원경인 리치-크레티앙식 카세그레인 반사망원경이다. 두 개의 쌍곡면 오목거울을 갖춘 이 방식은 광시야 촬영에 뛰어난 성능을 자랑하지만, 동시에 거울을 제작하고 시험하기 어려운 형태를 가지고 있다는 단점도 있다. 망원경의 최종적인 성능을 결정하는 거울과 광학계는 까다로운 사양으로 설계되었다. 광학망원경은 일반적으로 가시광선 파장의 약 10분의 1의 정확도로 다듬어지는데, 이 우주망원경은 가시광선과 자외선(더 짧은 파장) 관측에 이용될 예정이었고, 우주 환경에서의 이점을 최대한 살리기 위해 회절 한계까지 설계되었다. 따라서 허블의 거울은 10 나노미터 또는 적색 파장의 약 1/65의 정확도로 연마할 필요가 있었다. OTA는 적외선 같은 긴 파장에 대해서 최적의 탐지 성능을 염두에 두지 않고 설계되었다. 예를 들자면 반사경은 열발생기를 통해 상온(약 15 °C)을 유지하기 때문에 허블을 적외선 망원경으로 취급할 때 제약이 된다.

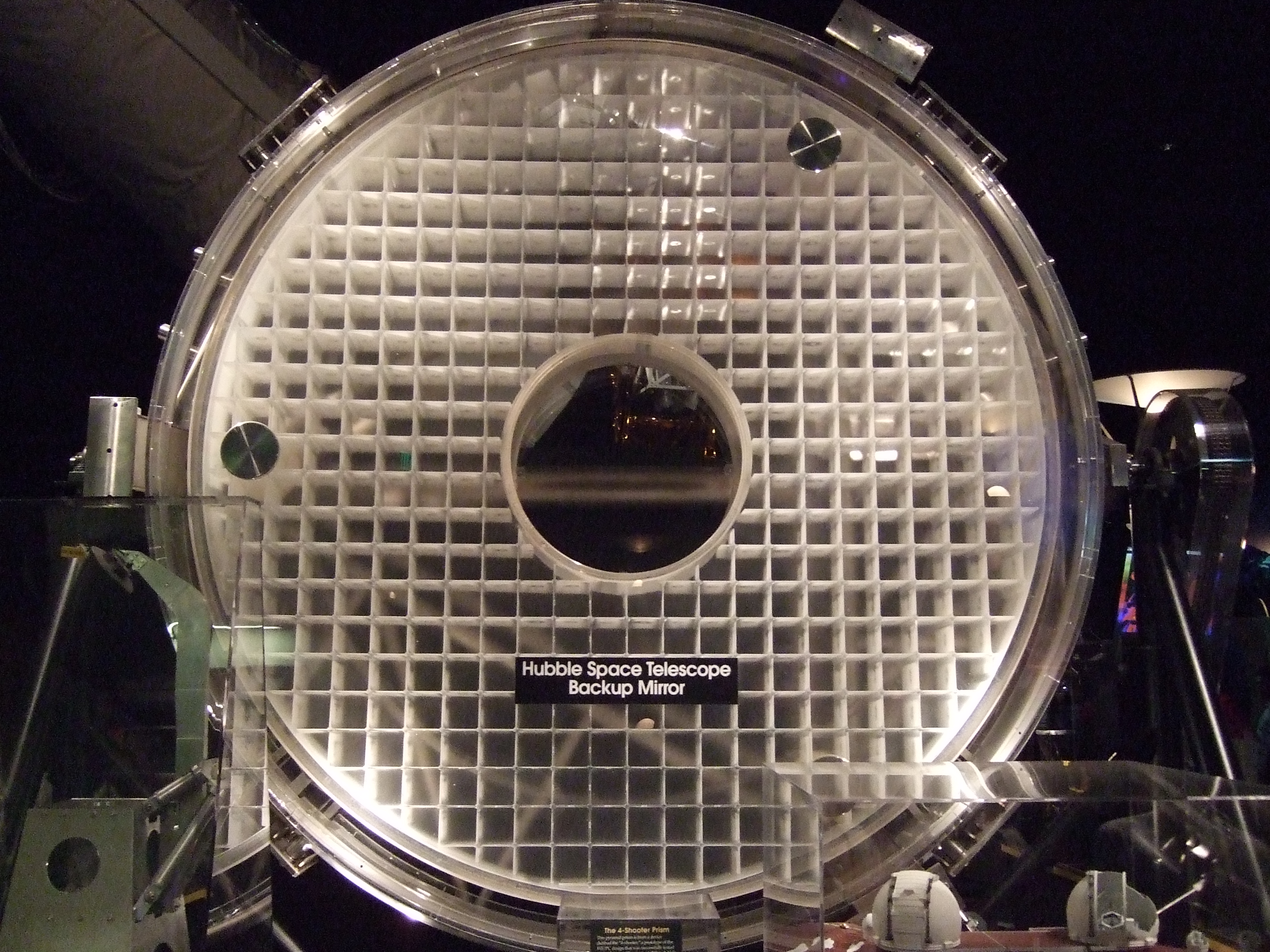
코닥에서 제작한 예비 거울로, 아직 반사체 표면을 코팅하지 않았기 때문에 거울의 내부 지지 구조물이 보인다.

퍼킨엘머(Perkin-Elmer)사는 요구된 사양으로 거울을 다듬을 때 주문제작한 최신 컴퓨터 제어 방식의 연마기계를 사용하려고 했다. 그렇지만 PE사의 첨단 기술이 난항을 겪으면서 NASA는 PE사로 하여금 코닥사에게 하도급을 주어 전통적인 거울연마 기법으로 예비 거울을 제작하도록 시킬 것을 요구했다. (코닥과 아이텍 Itek의 팀도 주반사경 연마작업에 입찰을 하였다. 이들 회사의 입찰은 두 회사에게 서로의 작업을 검증하도록 요구하여 향후에 주반사경의 결함 문제를 야기하는 연마오차를 거의 정확하게 찾아 낼 수도 있었다.) 코닥의 거울은 현재 미국 국립항공우주박물관에 상시 전시되어 있다. 이러한 노력의 일환으로 제작된 아이텍의 거울은 현재 맥달리나 리지 천문대의 2.4 m 망원경에 장착되어 있다.
퍼킨엘머의 작업은 1979년에 코닝이 초저팽창유리로 블랭크(blank)를 만들면서 시작되었다. 거울의 하중을 최소화하기 위해서 거울 상하부에 각각 25 mm 두께의 판이 벌집형 격자 구조를 둘러 싸는 구조를 한다. 퍼킨엘머는 각자 크기가 다른 힘이 가해지는 130 개의 막대로 거울을 뒤에서 지지할 때 발생하는 미세중력을 모의실험 하였다. 거울이 최종적으로 배치될 때 거울의 형태를 정확하게 교정하여 요구사양에 맞추기 위함이었다. 거울의 연마는 1981년 5월까지 계속되었다. 당시 NASA에서 작성된 보고서들은 퍼킨엘머의 운영 구조와 연마가 예상 일정을 넘어서 예산을 초과하기 시작하는 것에 대해 문제를 제기했다. NASA는 비용을 절감하기 위해서 예비 거울 작업을 중단하고 망원경의 발사일을 1984년 10월로 미룬다. 거울은 1981년 말에 완성되었으며, 2,400 미국 갤런의 뜨거운 중성수를 이용해 세척된 뒤 65 nm 두께의 알루미늄 반사 코팅과 25 nm 두께의 불화마그네슘 보호 코팅이 입혀진다.

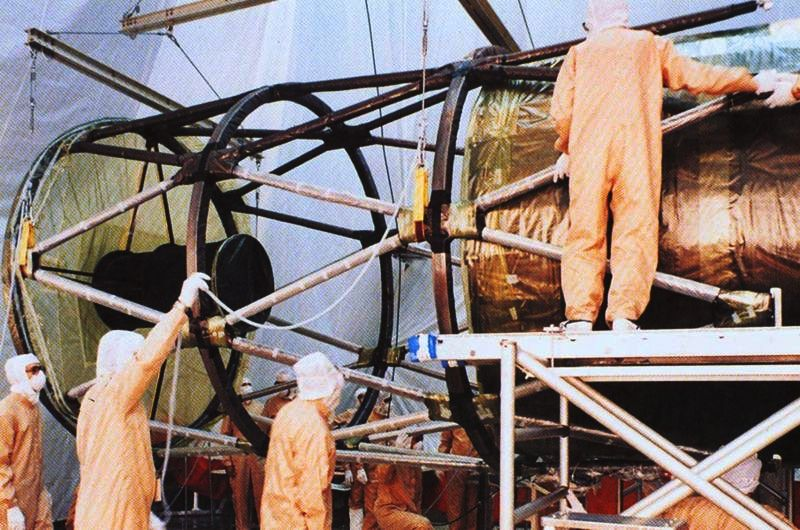
허블우주망원경의 건조 초기 사진, OTA의 계량용 트러스와 이차 방해판이 보인다.

OTA의 다른 부분의 예산과 소요시간이 급격하게 늘어나자, 프로젝트에서 퍼킨엘머의 자질에 관한 의심이 계속해서 제기되었다. 이 "미확정으로 매일 변동하는" 일정 때문에 NASA는 망원경의 발사일을 1985년 4월로 연기한다. 퍼킨엘머의 일정은 분기 당 대략 한 달의 비율로 연장되고 있었는데, 이것은 작업일 하루에 발사일이 하루 지연되는 것을 의미했다. NASA는 1986년 3월, 나중에는 9월까지 발사일을 연기할 수 밖에 없게 되었다. 이때까지 총지출은 11억 7,500만 달러까지 늘어났다.

### 우주선 시스템
망원경과 기구가 실릴 우주선체는 두 차례의 기술적 난항을 겪었다. 우주선은 지구를 공전하면서 낮과 밤이 자주 바뀌기 때문에 직사광선과 지구 암영에 의한 큰 온도 변화를 견뎌낼 수 있으면서 망원경이 극도로 정밀한 지향이 가능할 정도로 안정적이어야 했다. 망원경의 내부 온도를 유지하기 위해서 망원경과 기구가 자리잡는 가벼운 알루미늄 껍질을 다층 절연막이 둘러 에워싸고 있다. 껍질 내부에는 흑연-에폭시 골재가 있어 망원경의 작동 부품들이 정확히 정렬할 수 있도록 만든다. 흡습성의 흑연 성분 때문에 후에 망원경이 록히드의 청정실에서 우주의 진공으로 운반되는 동안 수증기가 트러스에 흡수되어 망원경의 기구가 얼음으로 뒤덮힐 위험도 있었다. 그런 위험을 줄이기 위해 우주로 망원경을 발사하기 전에 질소가스로 수증기를 제거하는 작업이 먼저 이루어졌다.
망원경과 기구가 실릴 우주선의 건조는 OTA의 건조에 비해서는 어느정도 원활하게 이루어졌지만, 록히드 역시 지출 문제와 일정 연기를 겪었다. 1985년 여름까지 우주선의 건조 비용은 예상 비용의 30%를 초과하였으며 일정은 기존보다 3개월 뒤로 연기했다. MSFC의 한 보고서에 따르면 록히드사가 자주적으로 건조를 하기보다 NASA의 지시에만 따르려 한다고 했다.

### 컴퓨터 시스템 및 데이터 처리

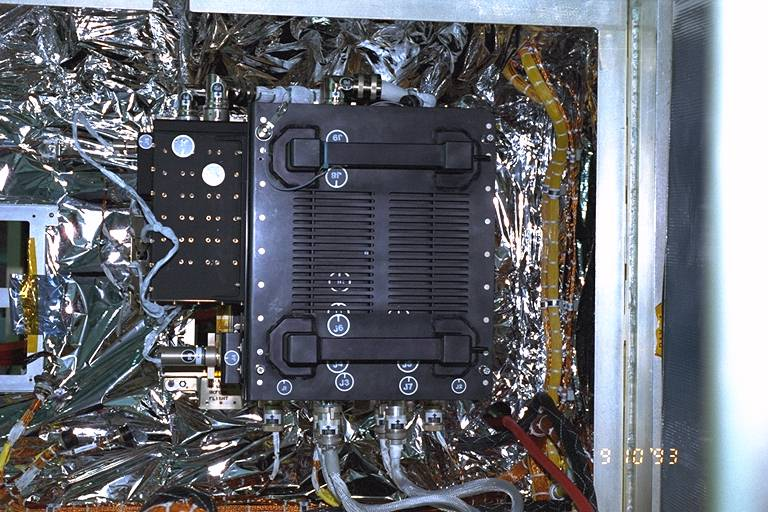
허블에 탑재된 DF-224, 1999년에 교체되기 이전이다.

HST의 초기 기본 컴퓨터 두 대는 로크웰 오토네틱스에서 제작한 1.25MHz DF-224 시스템으로, 3개의 이중화 CPU와 웨스팅하우스와 GSFC에서 다이오드-트랜지스터 논리(DTL)를 사용하여 개발한 2개의 이중화 NSSC-1(NASA 표준 우주선 컴퓨터, 모델 1) 시스템으로 구성되었다. DF-224의 코프로세서는 1993년 미션 1 서비스 중에 추가되었으며, 이는 80387 수학 코프로세서가있는 인텔 기반 80386 프로세서의 두 개의 중복 스트링으로 구성되었다. DF-224와 386 코프로세서는 1999년 서비스 미션 3A 중에 25MHz 인텔 기반 80486 프로세서 시스템으로 교체되었다. 새 컴퓨터는 대체된 DF-224보다 20배 더 빠르고 메모리가 6배 더 많다. 일부 컴퓨팅 작업을 지상에서 우주선으로 이동하여 처리량을 늘리고 최신 프로그래밍 언어를 사용할 수 있도록하여 비용을 절감한다.
또한, 일부 과학 기기 및 구성 요소에는 자체 마이크로 프로세서 기반 제어 시스템이 내장되어 있다. MAT (다중 액세스 트랜스폰더) 구성 요소 인 MAT-1 및 MAT-2는 휴즈 항공기 CDP1802CD 마이크로 프로세서를 사용한다. [[w:
Wide Field and Planetary Camera|광시야 및 행성 카메라(
Wide Field and Planetary Camera, WFPC)도 RCA 1802 마이크로 프로세서 (또는 이전 1801 버전)를 사용했다. WFPC-1은 1993 년 미션 1 서비스 중에 WFPC2로 교체된 후 2009 년 미션 4 서비스 중에 Wide Field Camera 3, WFC3로 교체되었다. 이 업그레이드를 통해 허블은 우주를 더 깊이 관찰하고 스펙트럼의 세 가지 광범위한 영역에서 이미지를 제공 할 수있는 능력을 확장했다.

### 초기 계측기

허블우주망원경의 부품도

발사 당시 허블우주망원경에 갖추어진 과학 기구는 총 네 대로, 광시야 및 행성용 카메라(Wide Field and Planetary Camera, WF/PC), 고다드 고해상도 분광카메라(Goddard High Resolution Spectrograph, GHRS), 고속광도계(High Speed Photometer, HSP), 암천체 분광카메라(Faint Object Spectrograph, FOS)가 있다.
WF/PC는 주로 광학 관측용으로 고안된 고해상도 촬영 장비였다. NASA의 제트추진연구소에서 제작되었으며 특별한 천체물리학적 관심 대상의 선스펙트럼을 분리하기 위한 48개의 필터 세트로 이루어져 있다. 이 기구는 여덟개의 전하결합소자 (CCD)칩으로 이루어져 있으며, 각각 4개의 CCD를 사용하는 카메라 두 개로 나뉜다. 각 CCD는 0.64 메가픽셀의 해상도를 갖는다. "광시야 카메라"가 분해능을 희생하여 넓은 각범위의 영역을 담당한 반면, "행성용 카메라"는 WF칩보다 더 길고 효율적인 초점길이로 사진을 촬영함으로써 훨씬 높은 배율을 제공한다.
GHRS는 자외선에서 기능하도록 고안된 분광기로, 고다드우주비행센터에서 제작되었고 90,000의 분광 해상도(spectral resolution)를 얻을 수 있다. 또한 자외선 관측에 대해 최적화된 것으로 FOC와 FOS가 있다. 이들은 허블의 그 어떤 기구보다도 높은 공간분해가 가능하다. 이 장비들의 검출기에는 CCD가 아닌 광자계량 디지콘(photon-counting digicons)이 쓰인다. FOC는 ESA에서 제작하였고, FOS는 캘리포니아 대학교 샌디에이고와 마틴 마리에타(Martin Marietta)사의 협력으로 제작하였다.
HSP는 위스콘신 대학교 매디슨에서 설계-제작되어 변광성과 그 외 밝기가 가변하는 천체들의 가시광선과 자외선 관측에 최적화되어 있었다. 약 2% 또는 그 이상의 측광정밀도로 초당 100,000회의 측정을 해낼 수 있다.
허블우주망원경의 유도 체계 역시 과학 기구로 사용되었다. 평상시에 정밀유도센서 (FGS) 세 개가 관측할 때 망원경을 정밀하게 조준하기 위해 사용되지만, 0.0003 초 이하의 정밀도를 달성할 수 있기 때문에 극도로 정밀한 천체계측(astrometry)에 쓰이기도 했다.

### 지상 지원

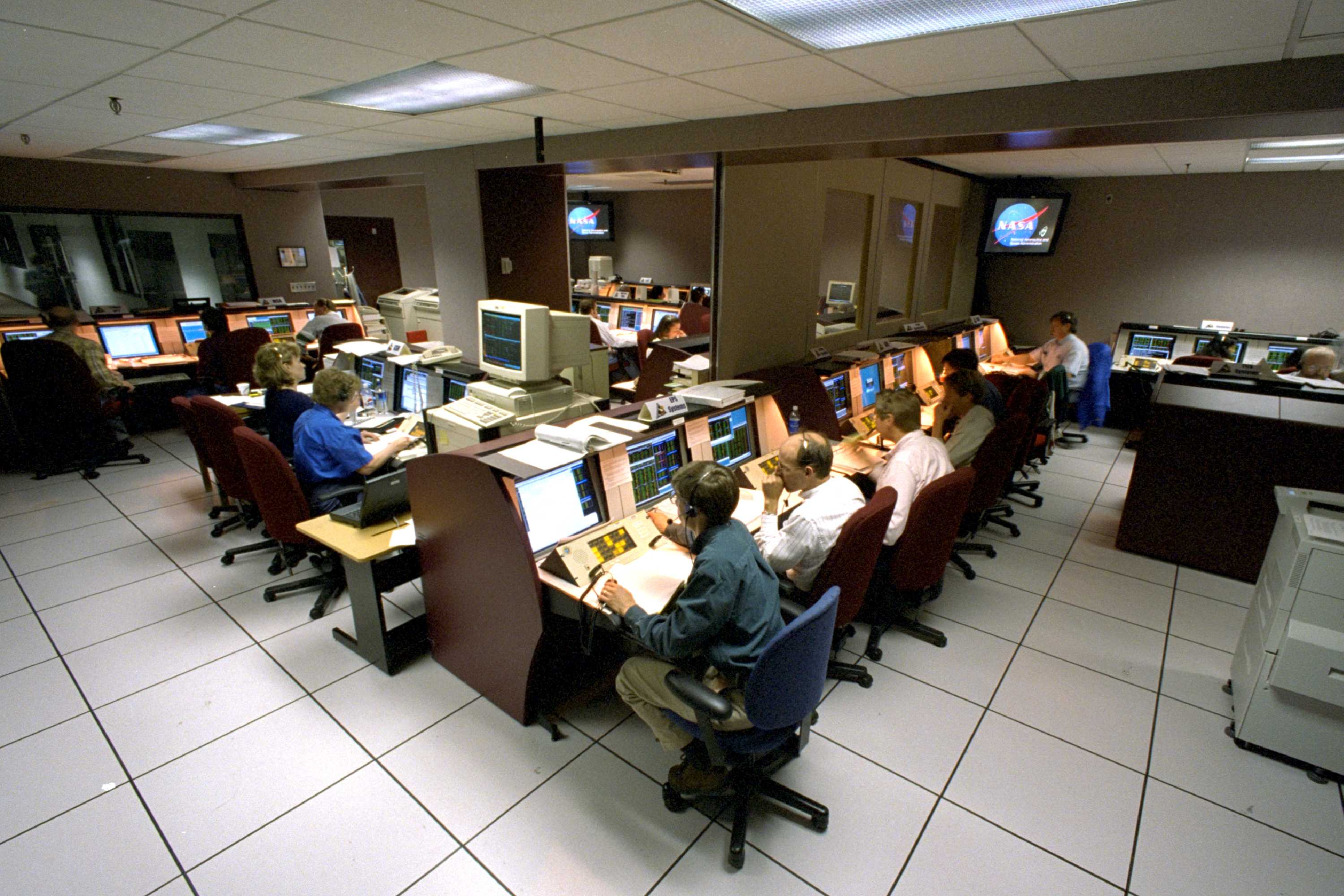
고다드우주비행센터의 허블조작실 Hubble Control Center, 1999년

우주망원경 과학연구소(STScI)는 망원경의 과학 임무와 천문학자들에게 자료를 전달하는 업무를 수행하는 기관으로, 대학천문연구협회 (AURA)에서 운영하며 물리적으로는 AURA 컨소시엄을 이루는 39개 대학과 일곱 국제 연구기관 중 하나인 메릴랜드 발티모어의 존스홉킨스 대학 홈우드 캠퍼스에 위치해 있다. STScI는 NASA와 학계 사이에서 일어나는 알력다툼이 어느정도 커진 뒤인 1981년에 설립되었다. NASA는 관내에서 계속 그 역할을 수행하려 했지만 과학자들은 학술기관에서 운영하길 원했다. 유럽우주망원경 조직기관 (ST-ECF)이 1984년 뮌헨 근교의 가르힝 바이 뮌헨에 설립되어 2011년에 유럽우주천문센터 European Space Astronomy Centre로 활동을 옮기기 전까지 유럽 천문학자들에게 STScI와 비슷한 도움을 주었다.

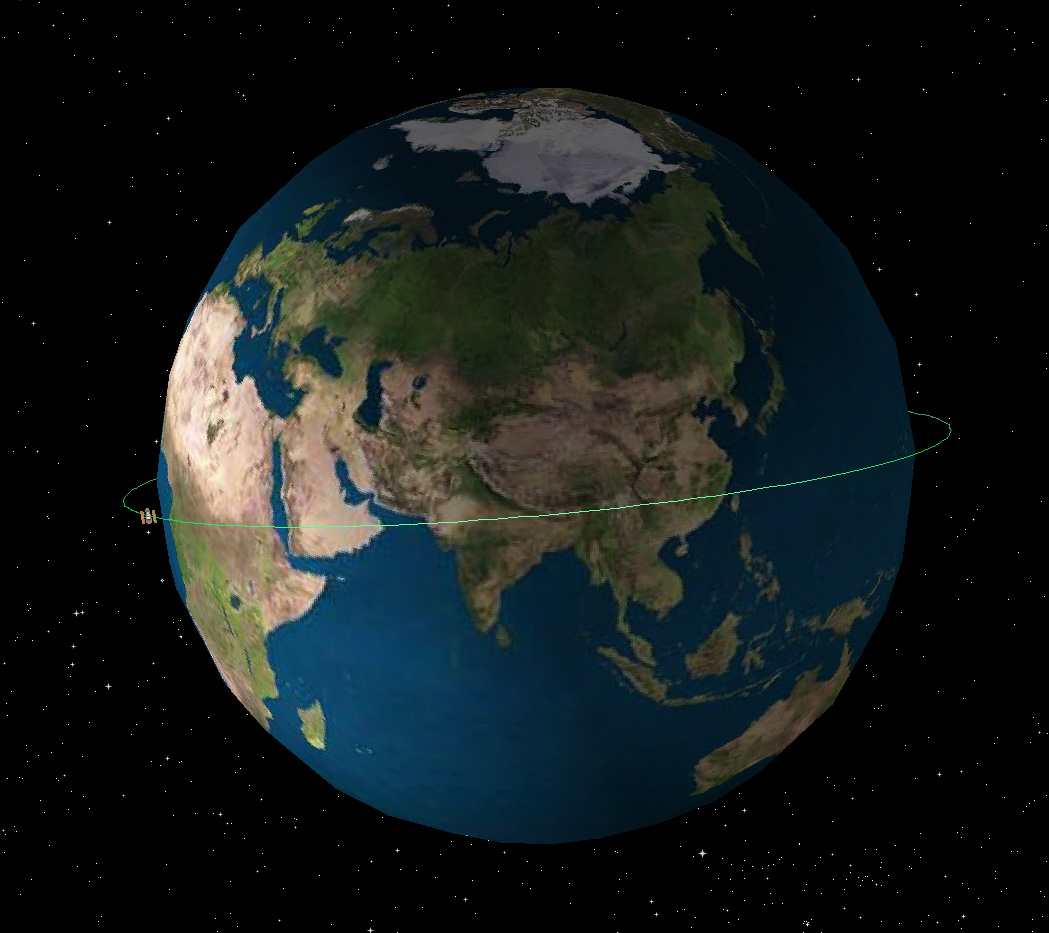
허블은 저궤도에서 공전하기 때문에 관찰 대상을 공전주기의 절반보다 약간 짧은 시간 동안만 볼 수 있다.

STScI에는 꽤나 복잡한 업무가 부여되어 있는데, 바로 망원경의 관측 일정을 조정하는 것이다. 허블은 정비 임무를 가능하게 하기 위해 지구 저궤도에 있다. 때문에 관찰 대상이 될 수많은 천체들이 각 공전주기 절반보다 약간 짧은 시간 동안 지구에 의해 가려진다. 망원경이 남대서양이상(South Atlantic Anomaly) 지역을 지날 때는 복사 준위가 상승하기 때문에 관측 활동이 불가능하다. 또한 태양(수성의 관측이 불가능한 원인)과 달, 지구의 주변에는 관측을 피해야 할 상당한 크기의 영역이 있다. OTA의 어떤 부분에도 태양광이 쬐이지 않도록 하기 위해서, 태양의 회피각은 약 50˚이다. 지구와 달을 회피하여 FGS에 밝은 빛이 들어오지 않게 하고, 여러 기구에 들어오는 산란광을 막는다. FGS의 작동이 중지된다면 지구와 달 역시 관찰 가능하다. 허블의 궤도면에 대해 대략 90˚영역은 연속관찰영역 (CVZ)이라 불리는데, 이곳은 오랜 기간 관찰 대상이 가려지지 않는 곳이다. CVZ의 위치는 궤도의 세차 때문에 8주의 주기로 느리게 움직인다. 지구의 테두리가 항상 CVZ 주변 약 30˚의 영역에 있기 때문에 CVZ의 관측시 지구의 산란광의 밝기가 오랜 기간 증가한다.
지구 저궤도에서 허블의 궤도는 고도 약 540 킬로미터에 있고 28.5˚의 경사를 갖는다. 공전에 따른 허블의 위치는 정확하게 예측할 수 없는 방식으로 매 시간마다 변한다. 상부 대기의 밀도가 수많은 인자에 따라 변화하기 때문이다. 그래서 6주 동안 예측되는 허블의 위치는 최대 4,000 km까지 차이난다. 관측 일정은 일반적으로 단 며칠 전에 끝맺지만, 소요 시간이 길 경우 관찰 대상의 관찰 가능 시간이 오래 걸릴 수도 있다는 뜻이다.
허블우주망원경의 기술적 지원은 NASA와 함께 STScI의 남쪽으로 48 km 떨어진 곳 메릴랜드 그린벨트의 고다드 우주비행센터에 있는 하청업체에 의해 이루어진다. 허블의 임무는 허블비행임무팀의 비행조작조 4개조가 24시간 내내 번갈아가며 감시한다.

### 챌린저 재난, 지연, 그리고 최종 발사

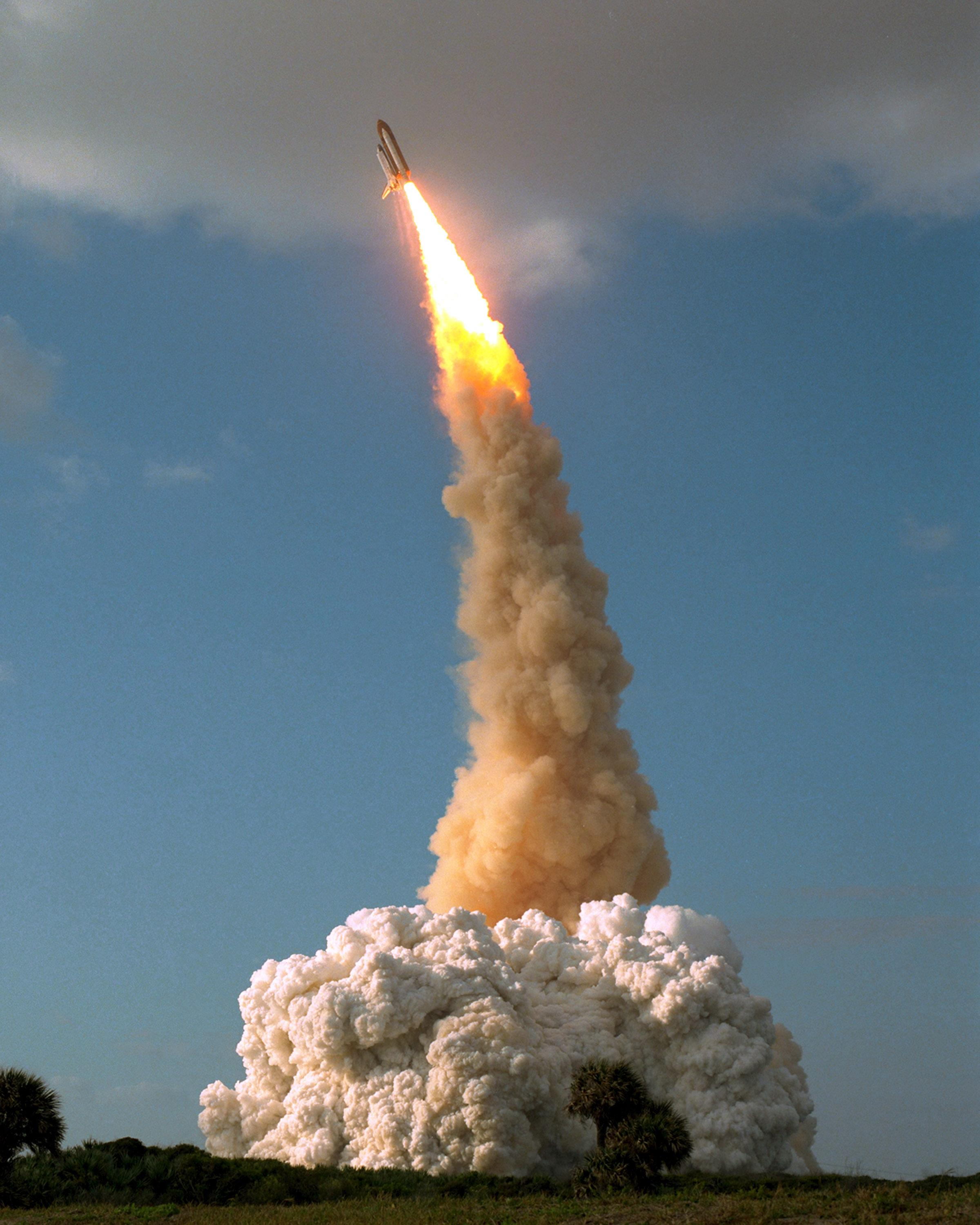
허블을 궤도로 올린 STS-31 임무.

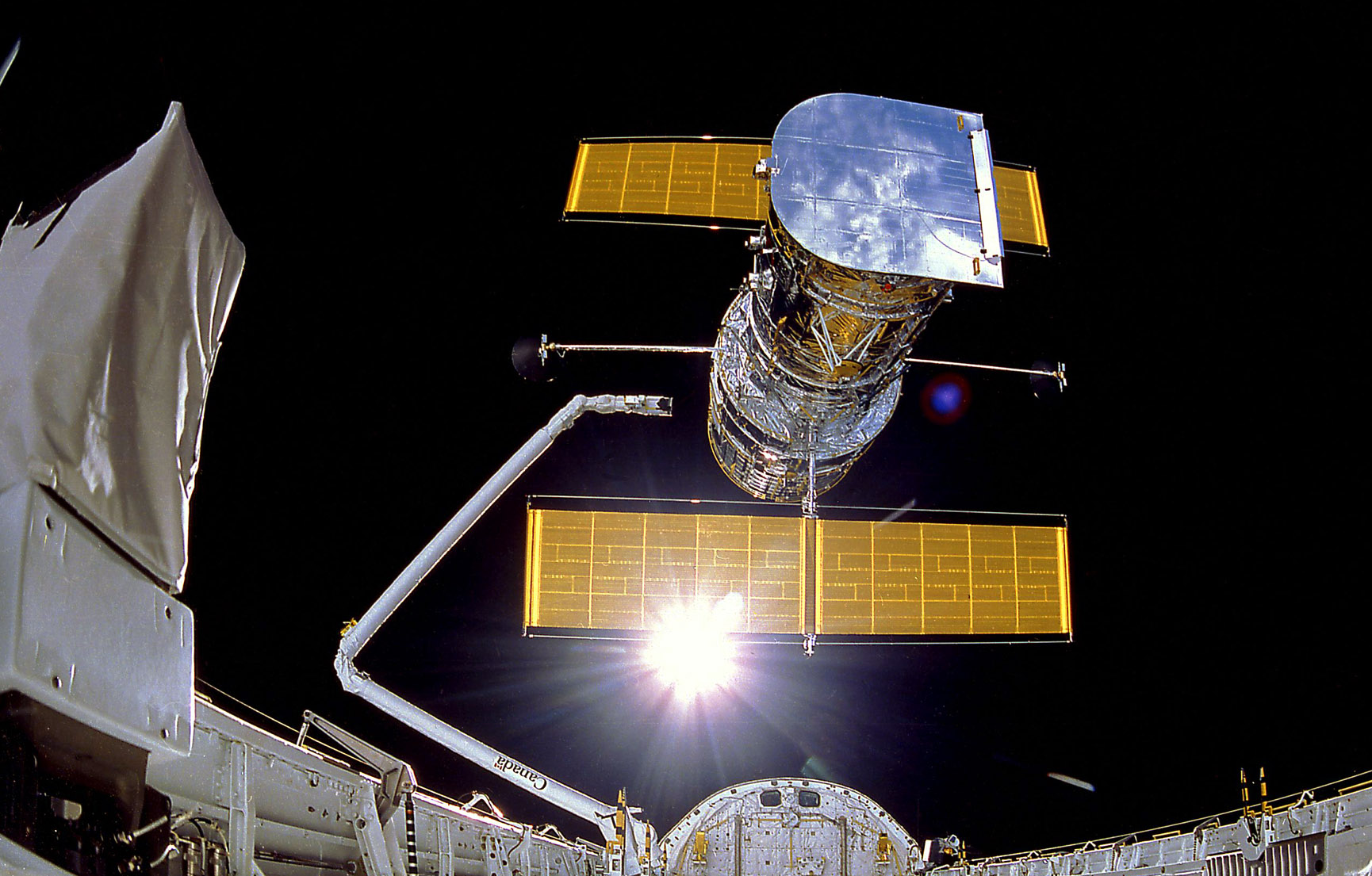
1990년 디스커버리에서 분리된 허블.

1986년 초, 그 해는 예정된 10월의 발사일까지 일정을 맞출 수 있을 것 같았다. 그렇지만 챌린저 폭발 사고로 미국의 우주 계획 중단과 동시에 우주왕복선의 발사도 중지되었고 허블의 발사 역시 수년 뒤로 미루도록 압박이 가해졌다. 발사가 다시 계획될 때까지 망원경은 청정실에 보관되어 있었고, 계속해서 동력을 공급받고 질소 퍼지 작업이 이루어졌다. 유지 작업에만 월간 약 600만 미국달러가 소요되었기 때문에 계획의 총지출이 더욱 커졌다. 역설적으로 발사 지연 덕분에 공학자들은 장비 전반에 대해 대대적인 시험을 행하고, 고장나기 쉬운 축전지를 대체하거나 다른 개선 작업을 할 시간을 가질 수 있었다. 또 1986년에는 허블의 조작에 필요한 지상의 소프트웨어가 준비되지 않았으며, 1990년 발사까지 간신히 준비할 수 있었다.
1988년 우주왕복선 비행이 재개되면서 망원경의 발사는 1990년으로 예정된다. 1990년 4월 24일, 우주왕복선 디스커버리호가 STS-31 임무를 통해 망원경을 계획된 궤도까지 올리는데 성공했다.
원래 허블망원경 계획의 예상 총비용은 약 4억 달러였지만 발사 당시 약 47억 달러로 불어났다. 이 비용은 발사 20년 뒤인 2010년 기준 약 100억 달러와 맞먹는다.

## 허블의 계측기 목록
초기에 허블은 다섯 과학 기구와 정밀유도센서를 갖추고 있었다. 정밀유도센서는 주로 망원경의 조준에 사용되나 이따금 측성용으로 사용되기도 하였다. 초기 기구들은 우주왕복선의 정비임무를 통해 더 진보한 기구로 대체되었다. 엄밀히 말하면 COSTAR는 과학 기구라기 보다 광학교정장치에 가깝지만, 다섯 기구의 범주에 들어간다.
2009년 마지막 정비임무 이후 ACS, COS, STIS, WFC3가 작동하고 있다. NICMOS는 후일에 WFC3의 수명이 다 되었을 때 사용할 계획으로 현재 동면 중이다.
- 탐사용 고성능카메라 Advanced Camera for Surveys (ACS, 2002년–현재)
- 우주기원분광카메라 Cosmic Origins Spectrograph (COS, 2009년–현재)
- 우주망원경 광학교정용 광축조정기 Corrective Optics Space Telescope Axial Replacement (COSTAR, 1993년–2009년)
- 암천체 카메라 Faint Object Camera (FOC, 1990년–2002년)
- 암천체 분광카메라 Faint Object Spectrograph (FOS, 1990년–1997년)
- 정밀유도센서 Fine Guidance Sensor (FGS, 1990년–현재)
- 고다드 고해상도 분광카메라 Goddard High Resolution Spectrograph (GHRS/HRS, 1990년–1997년)
- 고속광도계 High Speed Photometer (HSP; 1990년–1993년)
- 근적외선 카메라 및 다중천체 분광카메라 Near Infrared Camera and Multi-Object Spectrometer (NICMOS, 1997년–현재, 2008년 이후 동면)
- 우주망원경 영상분광카메라 Space Telescope Imaging Spectrograph (STIS, 1997년–현재 (2004년–2009년 비작동))
- 광시야 및 행성용 카메라 Wide Field and Planetary Camera (WFPC, 1990년–1993년)
- 광시야 및 행성용 카메라 2 Wide Field and Planetary Camera 2 (WFPC2, 1993년–2009년)
- 광시야카메라 Wide Field Camera 3 (WFC3, 2009년–현재)

사용되었던 예전 기구 중에서 세 개(COSTAR, FOS, WFPC2)는 스미스소니언 국립항공우주박물관에 전시되었고, FOC는 독일의 도르니에 박물관에, HSP는 위스콘신-매디슨 대학교의 스페이스 플레이스에 있다. 1세대 WFPC는 해체되어 부품 일부가 WFC3에 다시 쓰였다. GHRS는 현재 위치가 불분명하다.

## 반사경의 결함

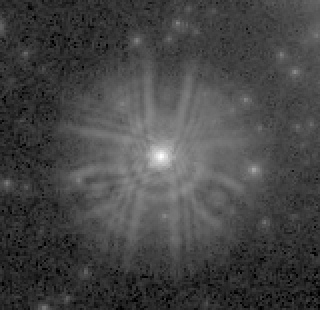
WF/PC 사진, 별빛이 수 픽셀에 집중되지 않고 넓게 분산되어 있는 모습이 보인다.

망원경을 발사한지 수 주 뒤에 얻은 사진들은 광학계에 심각한 문제가 있음을 알렸다. 처음으로 얻은 사진 역시 그 어떤 지상망원경으로 촬영한 것보다 뚜렷한 영상을 보여주었지만, 허블이 최종 설계된 초점을 맞추지 못해 최고해상도가 기대치보다 훨씬 떨어졌다. 사진의 점광원은 당초 설계 기준에 따라 직경 0.1초짜리 원 안에 집중된 점상 분산함수 point spread function (PSF)를 가져야 했었으나, 1초 이상의 반지름을 가진 채 퍼져있었다.
사진 분석 결과 주거울이 잘못된 형태로 연마된 것이 문제의 원인으로 밝혀졌다. 거울은 표면의 고저차가 약 10 나노미터로 당시 가장 정밀하게 설계된 광학 거울이었으나, 시야계에서 약 2,200 나노미터로 너무 평탄했다. 이 차이는 파국적이어서 거울의 가장자리에서 반사된 빛이 맺치는 초점이 거울 중심에서 반사된 빛이 맺히는 초점의 위치가 일치하지 않는 결함, 즉 구면수차를 일으켰다.
거울의 결함이 과학 관측에 끼친 영향은 심각했다. 고해상도 관측은 기준 설계값에서 벗어난 PSF의 핵(천체의 상)이 뚜렷하게 보이는 밝은 천체 같은 특정한 천체들의 관측만 가능했다. 그나마 점광원의 분광 관측은 감도의 손실에만 그쳤다. 그럼에도 집광손실이 너무 커서 초점에서 벗어나서 생기는 광채 out-of-focus halo 때문에 희미한 천체나 높은 대비 영상 촬영에 대해서 망원경의 성능을 심각하게 훼손시켰다. 이 사실은 허블에 계획된 거의 모든 우주론적 관측 계획이 불가능하게 되었다는 것을 의미했다. 우주론 계획을 진행하기 위해서는 멀리 있는 희미한 천체들을 관측해야하기 때문이다. NASA와 허블망원경은 대외적으로 웃음거리가 되었으며, 우주망원경 계획은 애물단지로 취급되었다. 일례로 1991년 코미디 영화 총알 탄 사나이 2: 공포의 낌새 The Naked Gun 2½: The Smell of Fear에서 허블은 루시타니아호와 힌덴부르크선, 포드 엣젤과 같은 애물단지들과 함께 벽걸이 액자에 등장했다. 그렇지만 허블은 임무 개시 후 3년 동안 광학 교정 없이도 수요가 적은 표적들에 대해서 수많은 관측을 이루었다. 망원경의 결함이 명확하고 안정적이었기 때문에 천문학자들은 디컨벌루션(deconvolution)과 같은 최신 영상처리 기술들을 통해 거울의 결함을 부분적으로 보정할 수 있었다.

### 문제의 원인

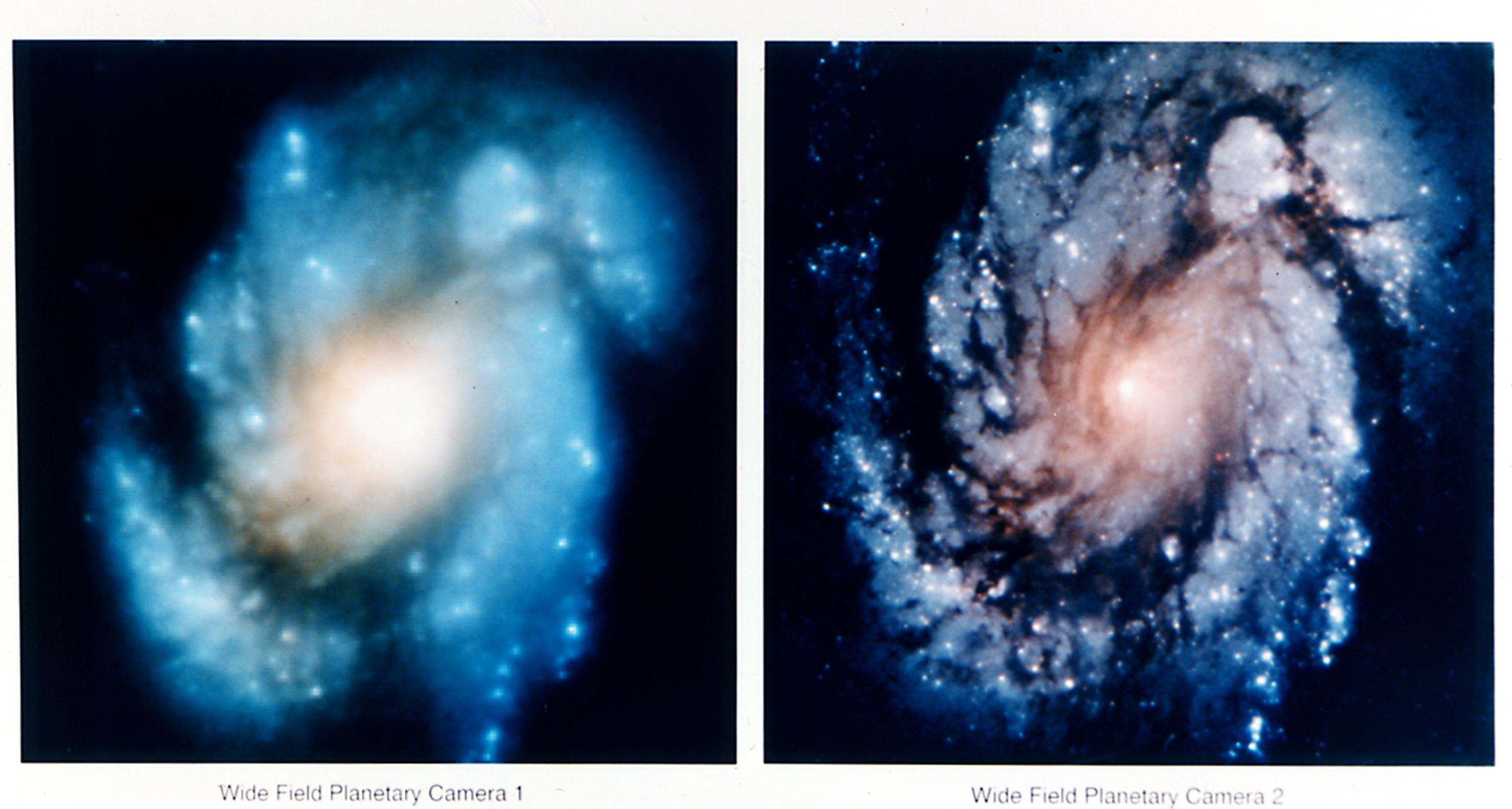
허블의 광학교정 전후에 촬영한 나선은하 M100의 은하핵

결함의 발생 과정을 추정하기 위해 제트추진연구소의 류 앨런 소장을 필두로 조사위원회가 설립되었다. 앨런 조사위원회는 비구면 거울이 올바른 형태로 다듬을 때 사용하는 시험기기인 반사형 널커렉터(null corrector)가 제대로 조립되어 있지 않았음을 발견했다. 널커렉터의 렌즈 하나가 설계상 위치에서 1.3 mm 떨어진 곳에 설치된 것이다. 처음 연삭 및 연마 작업에서 퍼킨엘머는 거울의 표면을 굴절형 널커렉터 두 개로 분석했다. 그런데 최종 공정 과정(거울면 수정 작업)에서 퍼킨엘머는 시험기기를 주문제작한 반사형 널커렉터로 바꾸었다. 허용 오차를 매우 작은 값으로 줄이기 위함이었다. 이 장치가 정확하지 않게 조립되면서 거울은 매우 정밀하면서도 잘못된 형태로 깎이는 결과를 낳았다. 기존의 널커렉터를 이용하여 수차례 행한 검증에서는 올바르게 구면수차가 잡혔다. 하지만 이러한 결과는 부정되어 결함을 미연에 방지할 기회를 놓치게 되었는데, 이는 거울에 이상 없음을 알린 최신식 반사형 널커렉터가 더 신뢰성 있고 정확하다고 생각되었기 때문이다.
조사위원회는 주로 퍼킨엘머의 실수에 대하여 책망하였다. NASA와 퍼킨엘머는 망원경 건조 과정에서 심각하게 관계가 틀어졌었다. 계속된 일정 연기와 비용 초과 때문이었다. NASA는 퍼킨엘머가 거울의 제작을 충분히 검토하고 감독하지 않았음을 알아냈다. 또 계획에 숙련된 전문 광학 과학자들을 (프로토타입 계획과 마찬가지로)배정하지 않았으며, 특히 거울의 제작과 검사 과정에서 광학설계원을 제외했다는 사실도 드러났다. 조사위원회가 퍼킨엘머를 그러한 관리상 실수로 크게 비판하는 동안 NASA 역시 기구 하나의 검사 결과만을 완전히 신뢰했던 것처럼 품질관리상 결점을 알아내지 않아 비판 받았다.

### 해결책의 디자인

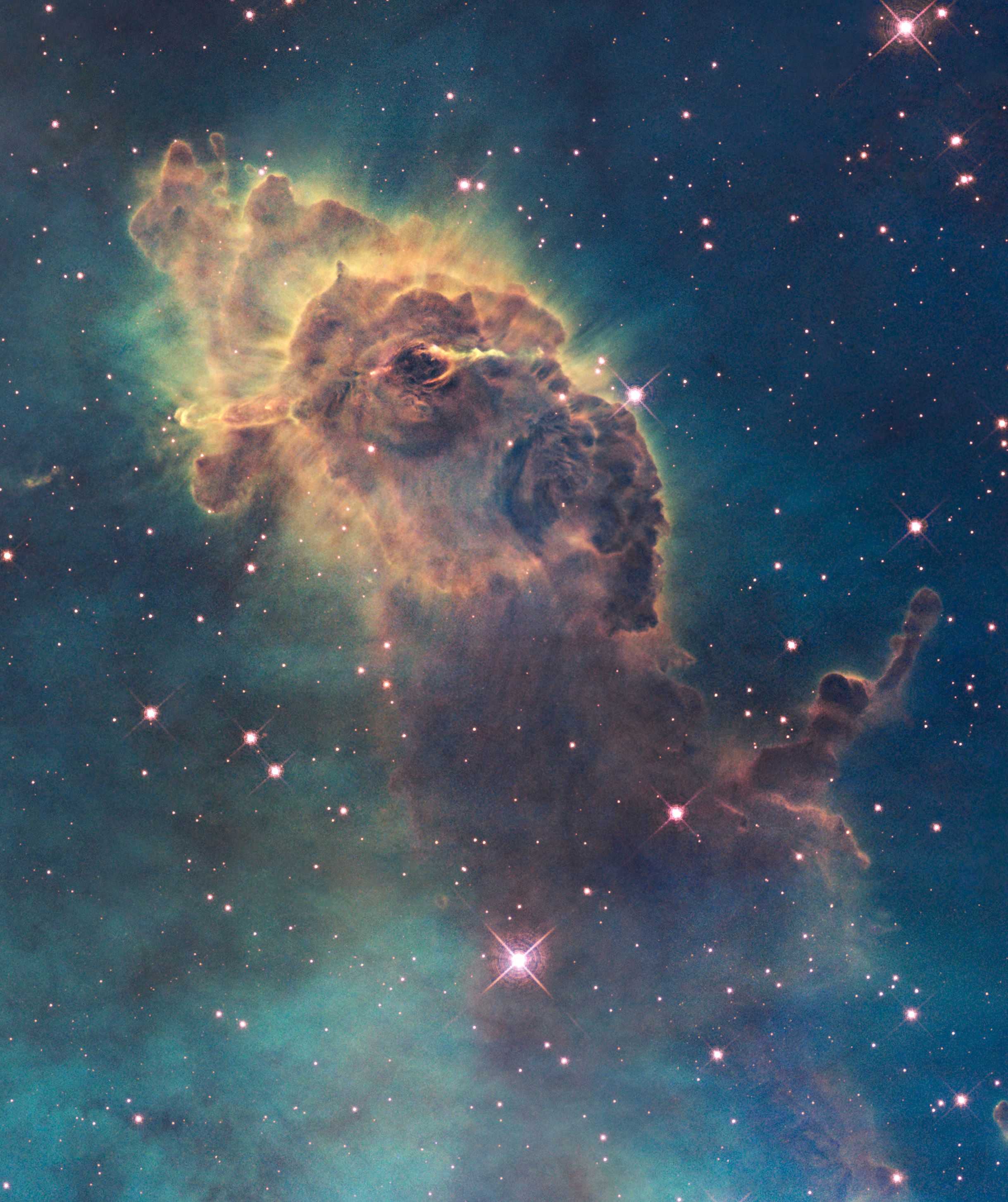
WFC3가 촬영한 용골자리 성운의 일부

망원경의 설계는 항상 정비 임무를 고려해서 이루어졌다. 따라서 천문학자들은 1993년의 첫번째 정비 임무를 계획하기 위해 즉시 결함 문제의 해결책들을 찾기 시작했다. 코닥이 허블의 예비 거울로 깎아놓은 것이 있었지만, 궤도에서 거울을 교체하기란 불가능했다. 또 망원경을 지구로 귀환시켜 수리하는 일은 비용부담과 시간소요가 너무 컸다. 대신에 거울이 잘못된 형태지만 매우 정밀하게 깎인 점을 고려해서 새로운 광학 부품을 제작해서 망원경에다 추가하기로 결정했다. 이 부품은 망원경의 결함과 정확히 똑같은 값을 갖는 오차를 역으로 일으키면서, 사실상 구면수차를 바로잡는 "기이한 광경"을 연출한다.
광학 부품 제작의 첫단계는 주거울의 결함을 정확히 규명하는 것이었다. 천문학자들은 점광원 사진을 역분석함으로써 거울의 원뿔상수가 당초 의도했던 -1.00230이 아닌 -1.01390±0.0002로 제작되었음을 밝혀냈다. 이어서 퍼킨엘머가 거울면 수정 작업을 위해 사용했던 널커렉터 분석으로부터 얻은 값과 거울의 연삭 시험 중 얻은 간섭무늬(interferomgram) 분석으로부터 측정한 값 역시 동일했다.

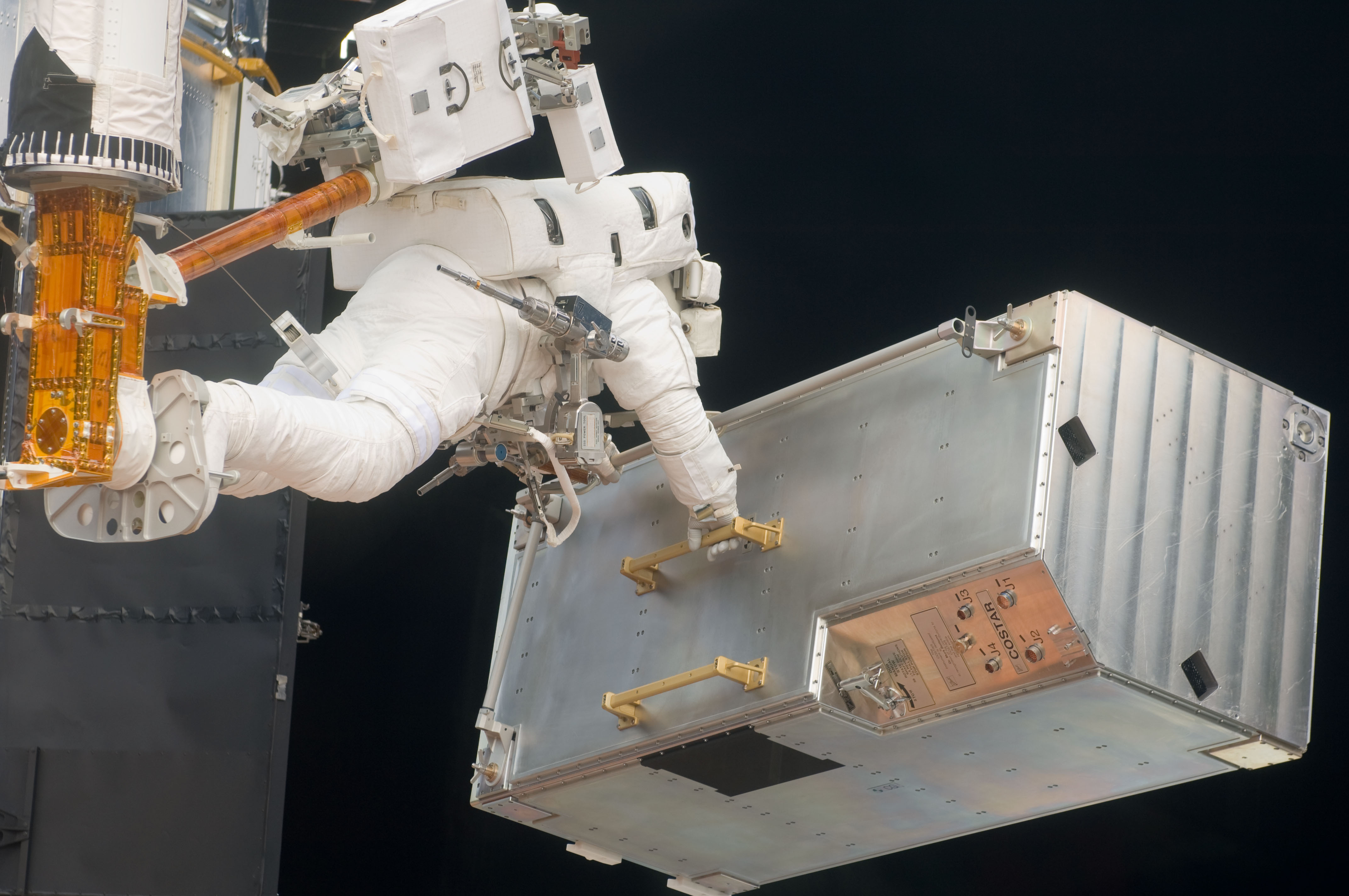
2009년 허블에서 분리되고 있는 COSTAR

허블우주망원경의 기구들이 설계된 방식에 맞춰서 교정기는 두 세트가 필요했다. 기존의 WF/PC를 대체하기 위해 이미 광시야 및 행성용 카메라 2가 계획되어 있었다. WFPC2는 내장된 카메라 두 대를 이루는 독립된 네 개의 전하결합소자 (CCD) 칩으로 빛을 유도하는 중계 거울들을 갖추어 수차를 바로 잡는다. 이 거울들의 표면에 설계된 역오차가 주거울의 수차를 완벽하게 상쇄하는 것이다. 하지만 다른 기구들은 중간면이 없어 이 방법을 적용할 수 없다. 그래서 외장 교정장치가 필요했다.
FOC, FOS, GHRS에 초점이 맺히는 빛에 대한 구면수차를 교정하기 위해 우주망원경 광학교정용 광축조정기 (COSTAR) 시스템이 설계된다. 빛의 경로에 수차를 교정하도록 깎인 거울 두 개를 포함하고 있다. COSTAR 시스템을 망원경에 탑재하기 위해서는 다른 기구 하나를 분리해야 했다. 천문학자들은 고속광도계를 희생시키로 결정했다. 2002년까지 COSTAR가 필요한 1세대 기구들이 모두 자체 교정 광학계를 갖춘 기구들로 교체되었다. COSTAR는 2009년에 네번째 정비 임무가 착수될 때 분리되면서 지구로 송환되어 미국 국립항공우주박물관에 전시되었다. 이전까지 COSTAR가 탑재되었던 부위에는 현재 우주기원분광카메라가 탑재되어 있다.

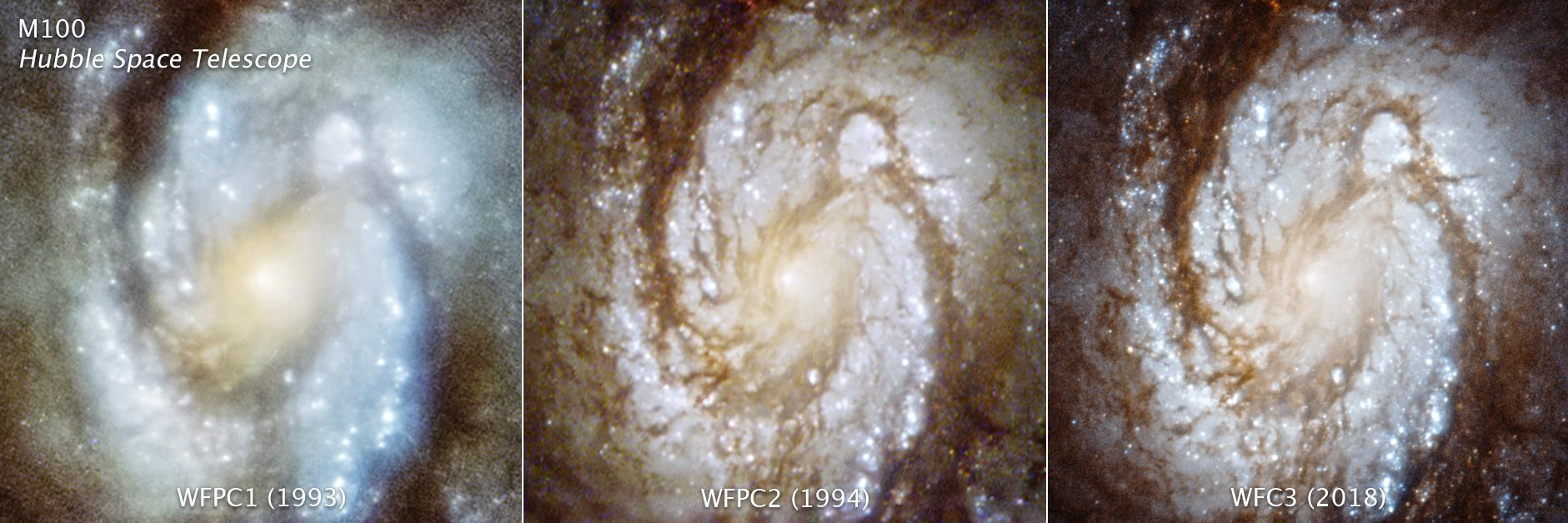
허블우주망원경에 탑재되는 카메라장비의 발전에 따른 나선은하 M100의 촬영시간별 비교. 좌측부터 사용된 장비는 각각 WFPC1(1993), WFPC2(1994), WFC3(2018)이다.

## 미션 및 새로운 관측 서비스

### 서비스 개요
허블우주망원경은 궤도에서 정기적인 정비와 장비 성능 개선 작업이 가능하도록 설계되었다. 그래서 기구와 수명이 짧은 부품은 궤도에서 교체 가능한 품목으로 고안되어 있다. NASA의 우주왕복선을 통해 1993년 12월부터 2009년 5월까지 다섯 차례의 정비 임무(SM 1, 2, 3A, 3B, 4)가 이루어졌다. 정비 임무는 망원경을 왕복선의 기계팔을 이용하여 낚아채는 방식의 비행으로 시작해서 작업 후 다시 조심스럽게 궤도로 되돌려 놓는 섬세한 작업이다. 우주비행사들이 4일에서 5일 동안 밧줄에 의지한 채 우주 유영을 수차례 하면서 필요한 정비 작업을 수행한다. 우주비행사들은 망원경을 육안으로 검사한 뒤에 고장나거나 열화된 부속품을 수리 및 교체하고, 장비의 성능을 개선시키며 새로운 기구를 설치한다. 작업이 완료되면 망원경은 보통 대기의 항력에 의해 발생된 궤도붕괴를 해결하기 위해 더 높은 궤도로 이동한 후에 우주선으로부터 분리된다.

### 서비스 미션 1

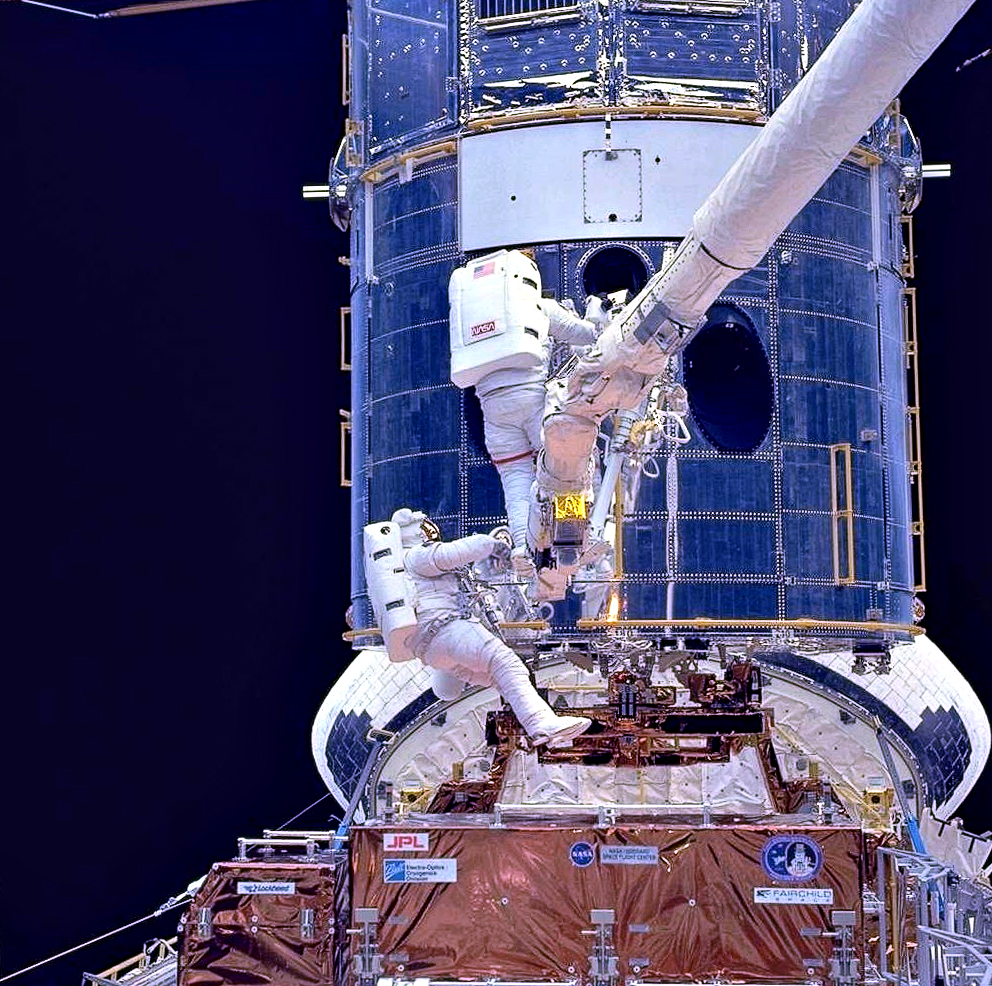
SM1 도중 교정광학장치를 설치하고 있는 우주비행사 머스그레이브와 호프먼

허블의 주거울의 결함이 밝혀진 뒤에 수립된 첫 정비 임무는 막대한 책임을 떠안았다. 우주비행사들이 교정광학장치를 설치할 때 광범위한 작업이 요구되기 때문이다. 이를 위해 임무에 투입되는 우주비행사 일곱명은 백가지의 특수공구 사용법을 교육 받았다. SM1은 1993년 12월에 인데버에서 수행되었으며, 열흘 동안 몇가지 기구와 장비의 설치까지 이루어졌다.
특히 고속광도계가 COSTAR 교정광학장치로 대체되었고, WFPC도 내부에 교정광학장치를 갖춘 광시야 및 행성용 카메라 2 (WFPC2)로 교체되었다. 태양전지판과 태양전지판으로 작동되는 전자장비 역시 교체되었고, 덧붙여 망원경 조준계의 자이로스코프 네 개와 두 개의 전자제어유닛 및 전기 부품, 자력계 두 개도 교체되었다. 내장된 컴퓨터는 보조처리장치가 추가되면서 성능이 개선되었다. 허블의 궤도도 더 높은 곳으로 상승했다.
정비 이후 1994년 1월 13일에 NASA는 뚜렷한 영상 사진을 공개하면서 임무가 완벽하게 성공했음을 공표하였다. 이 임무는 다섯 차례의 장시간 우주선 외부 활동이 수반되어, 당시까지 가장 복잡하게 수행된 임무 중 하나이다. 임무의 성공은 NASA 뿐만 아니라 현재 더욱 유능한 우주망원경을 운용하고 있는 천문학자들에게도 도움을 주었다.

### 서비스 미션 2

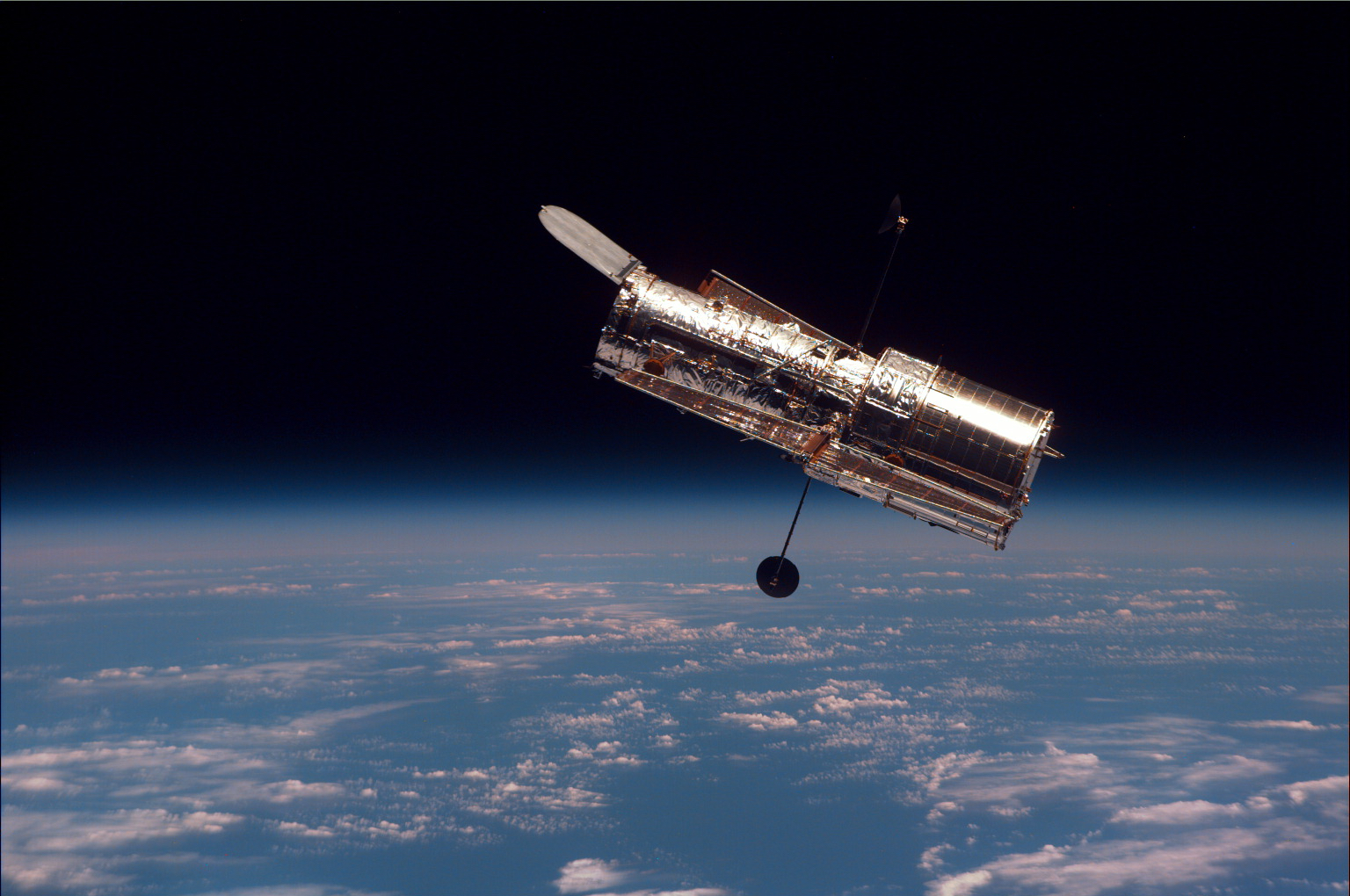
두번째 정비 임무 기간 동안 디스커버리에서 본 허블

1997년 2월에 디스커버리에서 수행된 Servicing Mission 2에서는 GHRS와 FOS를 각각 우주망원경 영상분광카메라 (STIS)와 근적외선카메라 및 다중천체 분광카메라 (NICMOS)로 바꾸었으며, 기존의 공학 및 과학 테이프 레코더 (Engineering and Science Tape Recorder)도 신형 솔리드 스테이트 레코더 (Solid State Recorder)로 교체하고 단열체를 수리하였다. NICMOS는 고체 질소로 이루어진 히트싱크를 포함하고 있어 기구로부터 열잡음을 줄일 수 있지만, 설치된 지 짧은 시간만에 예측하지 못했던 열팽창으로 히트싱크의 부품이 광학 방해판과 접촉하였다. 때문에 기구의 온도 상승률이 커져 본래 예상 수명이 4.5년이던 것을 약 2년으로 줄이는 결과를 초래하였다.

### 서비스 미션 3A
디스커버리의 서비스 미션 3A는 1999년 12월에 착수되었다. 내장된 자이로스코프 여섯 개 중 세 개가 고장난 이후 당초 계획되었던 서비스 비션 3를 두차례의 임무로 분할하였다. 임무 개시로부터 수 주일 전에 고장난 자이로스코프가 네 개까지 늘어나면서 망원경의 렌더링이 과학 관측을 수행할 수 없었다. 그래서 서비스 미션 3A에서는 자이로스코프 여섯 개를 모두 교체하고, 정밀유도센서 및 컴퓨터까지 교체하였으며, 축전지의 과충전을 막기 위해 전압/온도 개선 키트(Voltage/temperature Improvement Kit, VIK)를 설치하고 단열재 블랭킷도 교체하였다. 새로 설치된 컴퓨터는 교체 전의 DF-224보다 처리 능력이 20배 빨랐으며 메모리 용량도 여섯배나 컸다. 컴퓨터가 연산 작업 일부를 지상에서 우주선으로 할당하면서 처리율을 높였고 현대적인 프로그램 언어를 사용할 수 있게 되면서 임무 소요 비용을 절감하였다.

### 서비스 미션 3B
2002년 3월 컬럼비아에서 착수된 서비스 미션 3B에서는 새로운 기구의 설치 작업을 부여 받아서 FOC(측성에 쓰이는 정밀유도센서를 제외한 마지막 1세대 기구)를 탐사용 고성능카메라(ACS)로 교체하였다. 따라서 허블망원경에 탑재된 모든 기구가 내장형 주거울 수차 교정장치를 가지면서, 기존의 광학교정장치인 COSTAR는 더 이상 필요가 없어졌다. 또한 폐순환 냉각기를 설치하여 NICMOS의 기능을 되살렸으며 태양전지판도 다시 교체하여 기존 동력에서 30%를 더 높였다.

### 서비스 미션 4
기존의 계획상으로 허블은 2005년 2월에 정비될 예정이었지만, 2003년 대기로 재진입하다 궤도선이 파괴된 컬럼비아 공중분해 사고 때문에 허블의 계획에도 광범위한 제동이 걸렸다. NASA의 국장 숀 오키프는 미래의 모든 우주왕복선 임무가 우주선이 선체의 문제를 진단하고 해결할 수 있도록 국제우주정거장으로 이동할 수 있어야 할 것이라고 말했다. 하지만 우주왕복선은 같은 임무에서 HST와 ISS를 오갈 수 없었다. 그래서 후일의 유인 정비 임무는 취소되었다. 이 결정은 허블이 인적 위험을 감수할 정도로 충분한 값어치가 있다고 생각하는 수많은 천문학자들로부터 맹렬히 비판을 받았다. 당시에 HST의 계획상 후계자인 제임스웹 우주망원경(JWST)이 2018년 지금까지 발사되지 않고 있다는 사실은 누구도 예측하지 못했다. 허블우주망원경이 과학계에 남긴 커다란 파장을 생각하면 허블의 퇴역과 후계자의 취역 사이에서 일어나는 우주 기반 관측 능력의 공백은 많은 천문학자들에게 큰 고민거리였다. 게다가 JWST는 지구 저궤도에 위치하지 않기 때문에 결함 같은 조기 실패 문제를 쉽게 해결할 수 없다. 한편으로는 많은 천문학자들이 JWST의 예산이 지출의 대부분을 차지한다면 허블의 정비가 불가능하다는 우려를 표했다.
2004년 1월, 오키프는 HST의 최종 정비 임무를 취소한 자신의 결정을 재고할 것이라고 말했다. NASA로 하여금 망원경을 보존하는 방법을 모색하라는 대중들의 격렬한 반응과 미연방의회의 요구 때문이었다. 미국 국립과학회는 2004년 7월에 공식적인 자리에 모여서 HST를 위험을 감수해서라도 보존해야 할 것임을 주장했다. 그들은 보고서를 작성하여 다음과 같이 권고하기도 하였다. "NASA는 우주왕복선의 허블우주망원경 정비임무를 막지 말아라". 2004년 8월 오키프는 고다드우주비행센터에 무인 정비 임무에 대한 상세한 계획안을 준비할 것을 요청했다. 이 계획들은 후일에 취소된다. 무인 임무가 "실현 가능하지 않은 것"으로 판단되기 때문이다. 2004년 말, 바바라 미컬스키 미국 연방상원의원을 필두로 일부 연방의원들이 (미국 전국 수많은 학생들의 청원 편지로)대중의 지지에 힘입어 공청회를 열었고 부시 정권과 NASA가 허블의 구호 임무 계획을 취소하는 결정을 재고할 수 있도록 힘썼다.

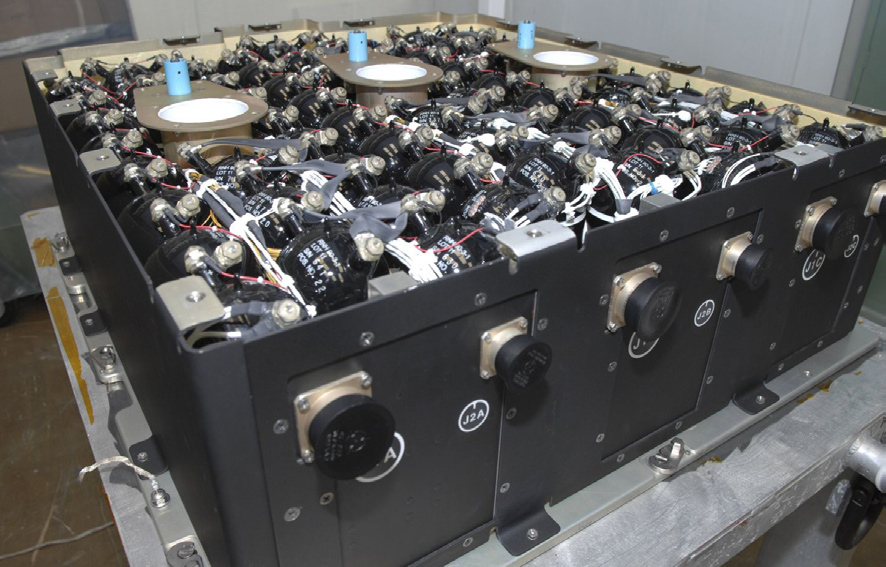
허블용 니켈수소전지

2005년 4월에 행정적 배경보다 공학적 배경이 더 컸던 마이클 D. 그리핀이 NASA의 국장으로 임명되면서 상황은 뒤바뀐다. 그리핀은 공식선상에서 유인 정비 임무를 고려할 것이라고 발언했다. 그는 발언 후 얼마 뒤에 고다드에 허블 유인 정비 비행에 대한 준비를 착수할 것을 승인하였으며, 두 차례의 우주왕복선 임무 후에 최종 결정을 내릴 것이라고 말했다. 그리핀은 2006년 10월에 유인 정비 임무를 최종 승인하였으며, 애틀랜티스에 의한 11일 간의 임무가 2008년 10월에 예정되었다. 허블의 주자료처리 장치가 2008년 9월에 고장나면서 2008년 10월 25일에 온라인으로 백업이 될 때까지 모든 과학 자료의 송신이 중단되었다. 백업 유닛의 고장 때문에 HST가 무력화되어 정비 임무는 주처리장치의 교체까지 담당하기 위해 연기된다.
2009년 애틀랜티스에서 이루어진 Servicing Mission 4는 HST에 대하여 마지막으로 계획된 우주왕복선 임무였다. SM4에서 자료처리자장치의 대체품을 설치하였으며, ACS와 STIS 시스템의 수리 및 니켈수소전지의 성능을 향상시켰고, 그 외 여러 부속품을 교환하였다. 또한 두 대의 새로운 관측 기구, 광시야카메라 3 (WFC3)과 우주기원 분광카메라 (COS)를 설치하고 연포획 및 랑데뷰 장치 Soft Capture and Rendezvous System를 설치하여 후일에 다른 유무인 임무를 통해 허블의 랑데뷰와 포획 및 안전한 처리를 가능하게 하였다. 고장나서 수리가 불가능한 ACS의 고해상도 채널을 제외하고는 SM4의 모든 작업을 성공적으로 끝마쳤다. 망원경의 기능이 완전히 되살아나면서 2018년 지금까지도 작동 중이다.

## 주요 프로젝트

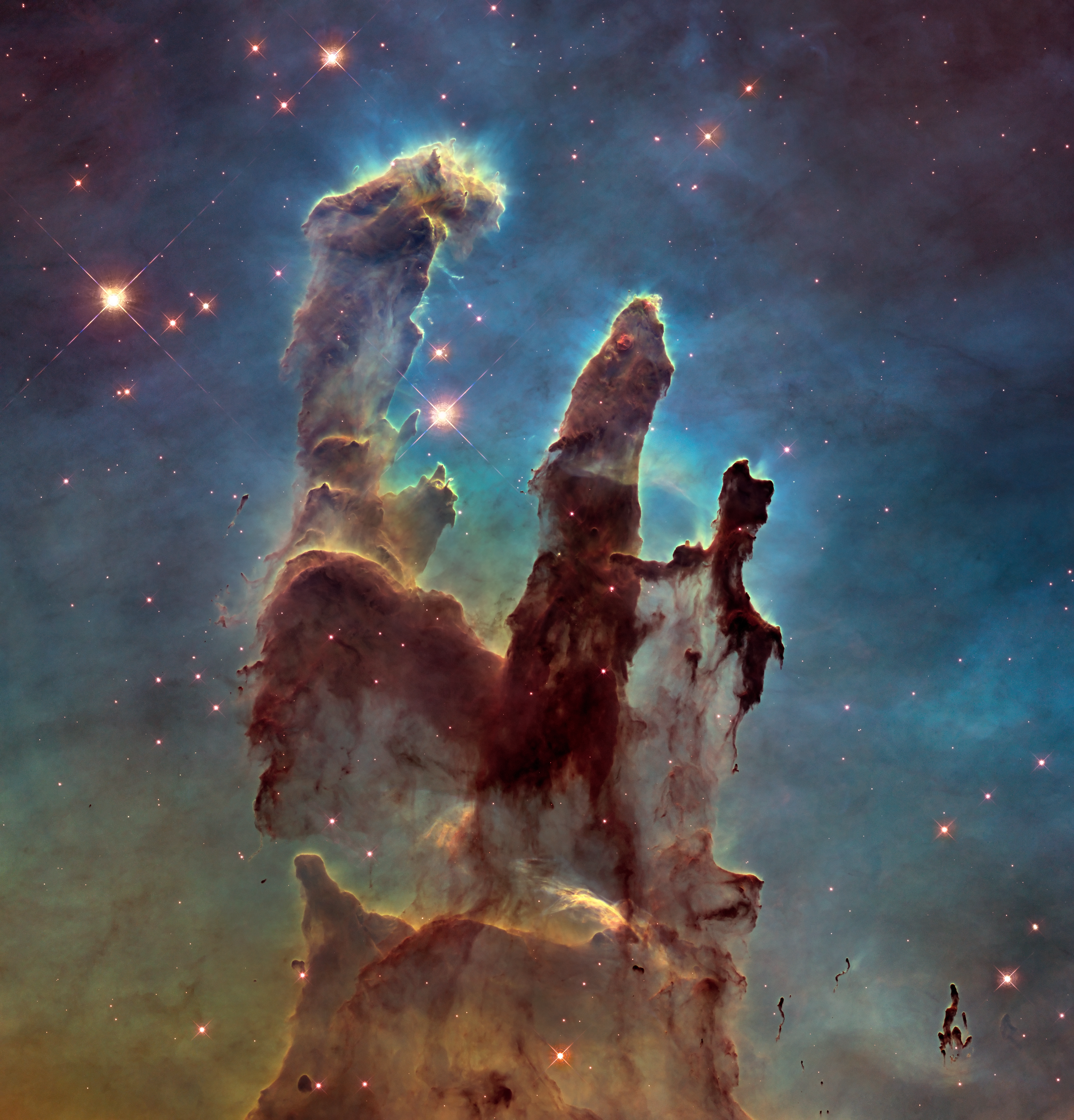
허블이 촬영한 가장 유명한 사진 중 하나인 창조의 기둥(2014년 사진). 독수리 성운에서 별들의 생성을 보여준다.

허블 프로그램이 실행된 이래로 수많은 연구 계획이 착수되었다. 그중에 일부는 거의 허블의 관측으로만 실행되기도 하였으며, 그 외는 찬드라 엑스선 관찰위성과 ESO의 초대형망원경 같은 장비와 연계하여 수행하였다. 허블우주망원경은 퇴역이 머지 않았으나, 최근까지도 큰 계획이 일정으로 잡혀 있었다. 일례로 에이벨 1689 은하단을 장시간 관측한 결과에 영감을 얻어서 최근에 수행된 프런티어 필즈 계획이 있다.

### 우주구조 근적외선 심외부은하 유산 탐사
우주구조 근적외선 심외부은하 유산 탐사(Cosmic Assembly Near-IR Deep Extragalactic Legacy Survey, CANDELS)는 2013년 8월에 공식 발표되어 "허블 역사상 가장 큰 규모의 계획"으로 표현되었다. 이 탐사 계획은 "초기 우주에서 은하의 진화와 빅뱅 이후 10억 년도 되지 않는 극초기 우주의 구조에 대한 씨앗을 탐사하는 것을 목표로" 한다. CANDELS 계획 웹페이지에서 탐사의 목표를 다음과 같이 기술하고 있다.
우주구조 근적외선 심외부은하 유산 탐는 WFC3/IR 및 ACS로 촬영한 250,000 개 이상의 은하의 심우주 사진을 통해 z = 8에서 1.5에 이르는 은하 진화사의 3분의 1을 기록하도록 계획되었다. 또한 최초로 z > 1.5인 1a형 초신성을 발견하여 우주론에서 표준촛불로서의 정확성을 확고히 할 계획이다. 그러기 위해 주요 다중 파장 관찰 영역 다섯 곳이 선정되었다. 각 영역은 스피처와 그 외 장비로 관측한 다중 파장 자료와 밝은 은하에 대한 광범위한 분광탐사 자료를 가지고 있다. 폭넓게 분리된 다섯 영역을 이용해서 우주의 정량적 변화와 z ~ 8까지 109 태양질량에 이르는 은하들의 통계학적으로 유의성 높고 완벽한 표본을 산출한다.

### 프런티어 필즈 프로그램

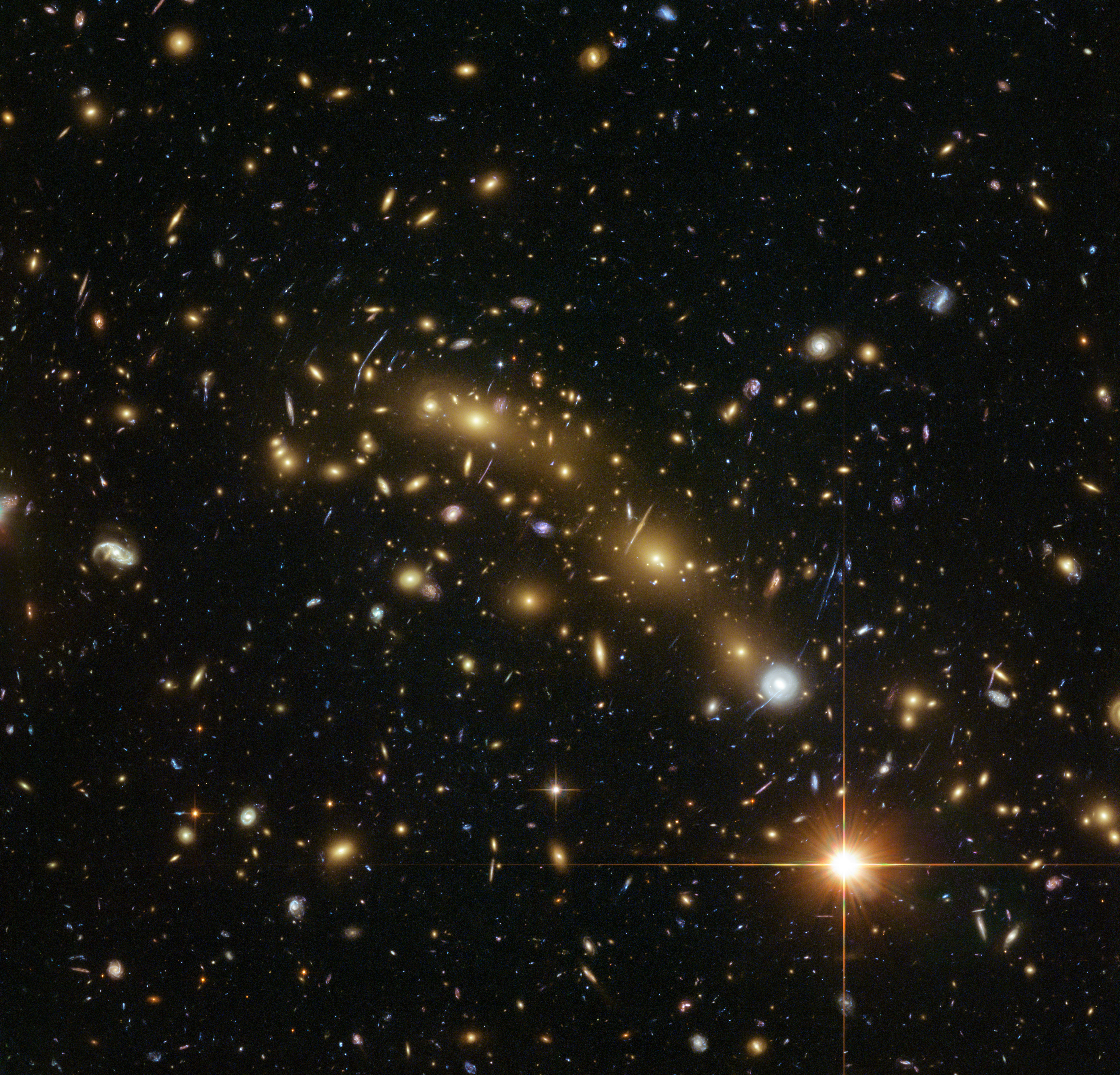
프런티어 필즈 프로그램에서 연구된 은하단 MACS0416.1-2403

프런티어 필즈(Frontier Fields) 프로그램의 공식적인 명칭은 "허블 딥 필드 이니셔티브 2012"(Hubble Deep Field Initiative 2012)이다. 중력렌즈의 도움으로 "먼 우주에서 가장 희미한 은하들"을 볼 수 있는 빈공간의 고적색편이 은하를 연구함으로써 초기 은하의 형성에 관해 자세히 아는 것을 목표로 한다. 프런티어 필즈의 웹페이지에서는 프로그램의 목표를 다음과 같이 기술하고 있다.
- 현재까지 관측된 은하보다 10배에서 50배는 어두워서 분포를 알 수 없는 z = 5-10 은하들의 분포를 밝히기 위함
- 우리가 알고 있는 극초기 준발광 (sub-L*) 은하들의 별의 질량 및 별생성사를 입증하기 위함
- 통계적으로 유의성 있는 z > 5인 별생성은하들의 형태적 특징 최초로 제공하기 위함
- 은하단 굴절에 의해 내부 구조를 밝혀낼 수 있을 정도로 충분히 상이 왜곡되어 늘어났거나, 또는 은하단 굴절에 의해 분광탐사가 이루어질 정도로 충분히 확대된 z > 8인 은하들을 찾기 위함[111]

## 공공 이용

### 제안 과정

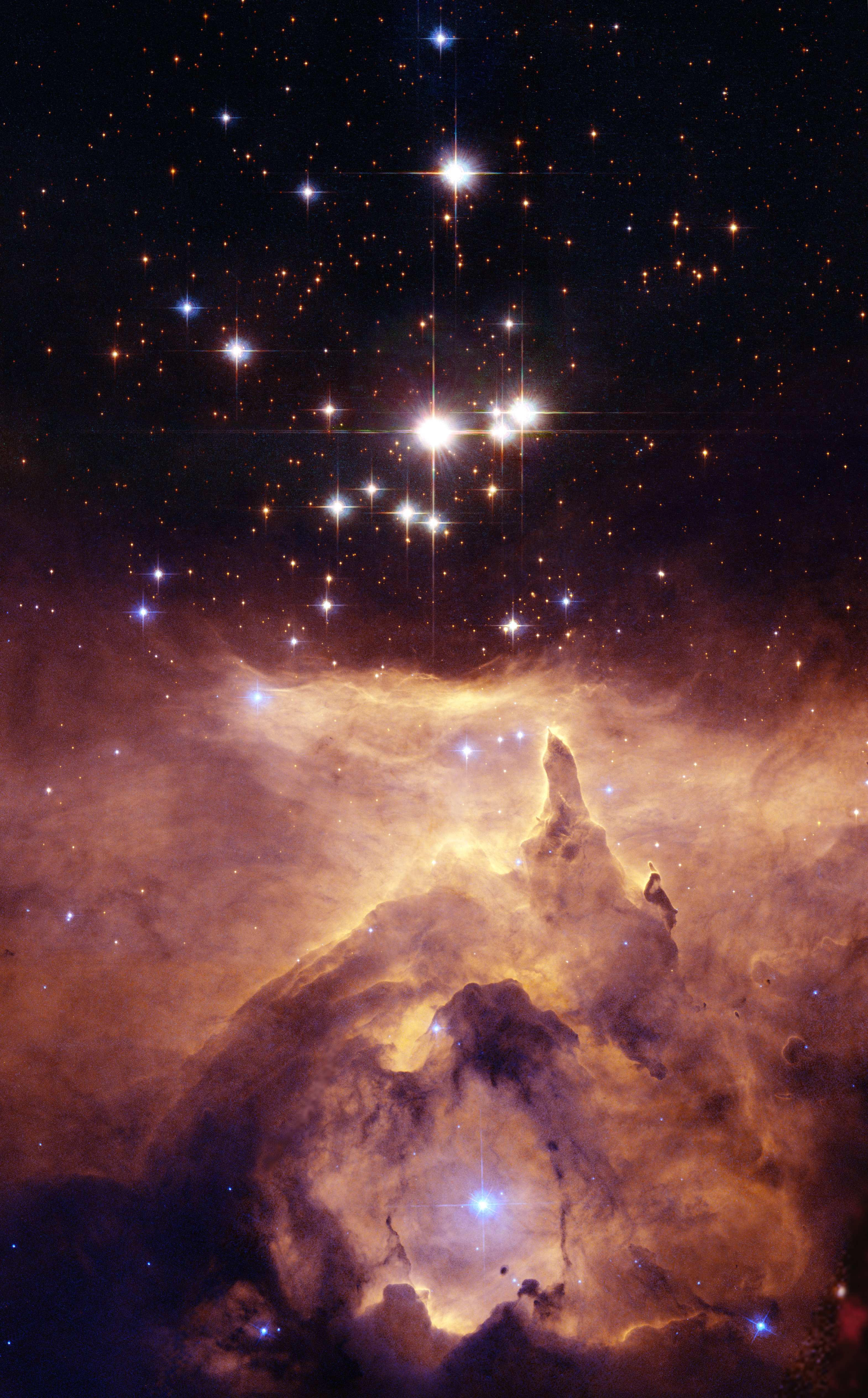
피스미스 24 성단과 NGC 6357 성운

국적이나 학회의 소속에 제한 없이 누구나 망원경의 관찰 일정을 신청할 수 있지만, 분석에 대한 투자는 오로지 미국의 연구소만이 가능하다. 망원경 관찰 일정을 차지하려는 경쟁이 심해서, 관찰 일정을 신청 받는 주기마다 망원경 관찰 일정 계획의 약 5분의 1만 적용된다.
기관에서 요구하는 관찰 계획 제안서가 거의 연례적으로 발부되기 때문에 대략 1년 주기로 관찰 일정이 계획된다. 관찰 계획 제안 요청은 유형이 여러 가지로 나뉘는데, 일상적인 관측을 다루는 "평범한 관찰자"(general observer, GO) 유형의 제안서가 가장 흔하다. "스냅샷 관측"(snapshot observation) 유형은 표적 획득과 같은 오버헤드를 포함하여 관찰 표적에다 45분 또는 그보다 짧은 시간만을 할애하는 관측이다. 스냅샷 관측은 정기적인 GO 프로그램 일정들 사이의 공백 기간을 채울 때 이루어진다.
천문학자들은 "임기표적형"(Target of Opportunity) 계획 제안을 할 수도 있다. 그 계획에서 다루는 어떤 일시적인 사건이 예정된 시간에 발생할 때 관찰 일정이 잡힌다는 의미이다. 덧붙여서 망원경의 운용 시간의 최대 10%는 "책임자 재량"(director's discretionary, DD) 시간이다. 정기적인 프로그램과 상관 없이 망원경 책임자(STScI의 소장)의 재량에 따라 망원경을 운용할 수 있는 시간을 말한다. 천문학자들은 연중 어느 때나 DD 타임 이용을 신청할 수 있으며, 일반적으로 초신성과 같이 예측 불가능한 일시적인 현상을 연구할 때 승인된다.
DD 타임은 그 외에 허블딥필드와 허블울트라딥필드의 관측이나, 허블우주망원경의 관찰일정 계획제안 4번째 주기 (Hubble Cycle 4)까지 아마추어 천문학자들의 관측에도 할애되기도 했다.
허블의 아카이브 자료 대부분은 색처리가 되어 있지 않다. 그래서 허블의 자료는 공적인 영상 처리가 권장된다.

### 아마추어 천문학자들의 사용

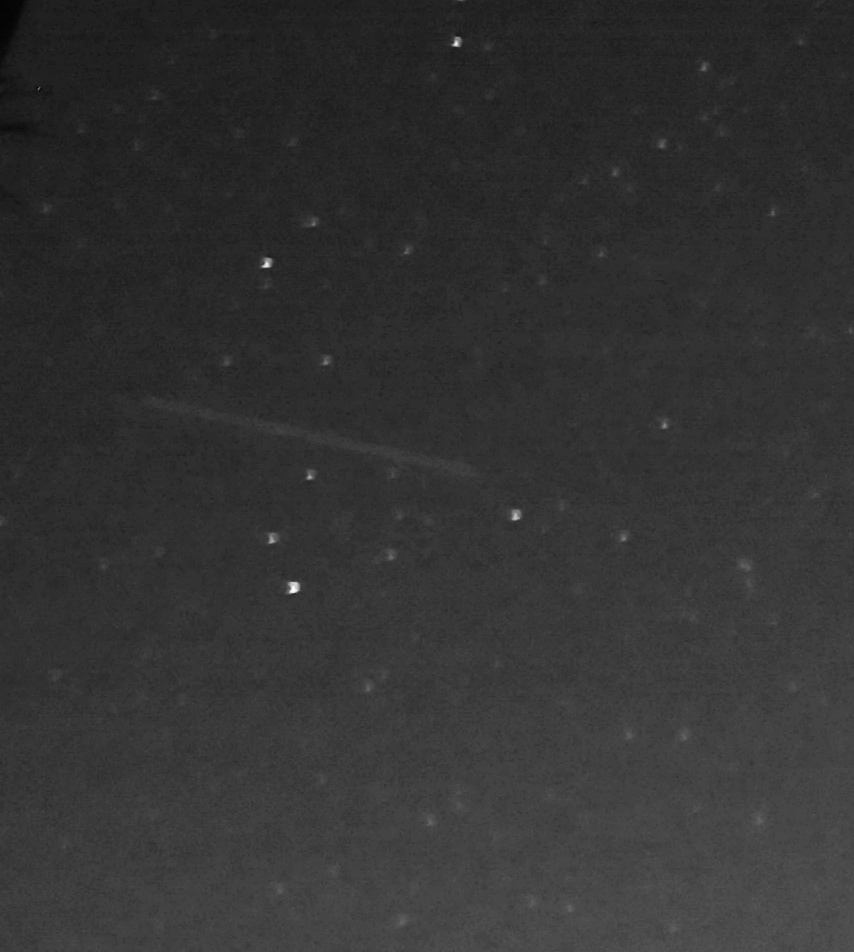
HST는 지상에서 10초 노출 사진을 촬영할 때 가끔씩 보인다.

STScI의 1대 소장인 리카르도 지아코니는 1986년에 아마추어 천문학자들이 허블망원경을 이용할 수 있도록 자신의 책임자 재량 시간 일부를 공헌할 것이라 발표했다. 그에게 할당된 시간은 주기당 몇시간 밖에 되지 않으나 아마추어 천문학자들의 흥미를 불러일으키기에는 충분했다.
아마추어 관찰 시간 요청은 아마추어 천문학자들로 구성된 위원회에서 엄격하게 검토한다. 그리고 우주망원경의 특별한 관측 수행 능력을 필요로 하면서 전문가들의 계획과는 차별되며 순수하게 과학적 가치가 있다고 여겨지는 계획에만 시간이 할애된다. 1990년에서 1997년 사이에 13명의 아마추어 천문학자들이 망원경 사용 시간을 할애 받았으며, 그들의 요청 계획에 따라 관찰이 이루어졌다. 그러한 연구 중에는 "전이 혜성-OH 방출에 대한 자외선 탐색"(Transition Comets-UV Search for OH)이 있다. 초창기 계획 제안으로 "이오의 식후 증광 및 반사율 변화에 관한 허블우주망원경 연구(A Hubble Space Telescope Study of Posteclipse Brightening and Albedo Changes on Io)가 태양계 연구 전문 학술지 《이카루스》(Icarus)에 투고되기도 했다. 다른 아마추어 연구진으로부터 제안된 두번째 계획 제안 역시 《이카루스》에 투고되었다. 그 후 STScI의 예산 감축으로 아마추어 천문학자들의 연구를 지원하는 일이 어려워지면서 추가적으로 아마추어 계획이 실행되는 일은 없었다.

## 과학적 성과

### 핵심 프로젝트
1980년대 초, NASA와 STScI는 핵심 계획들을 논하기 위해 네 개의 패널을 소집하였다. 과학적인 중요성을 갖고 있는 핵심 계획들은 상당한 관찰 시간을 필요로 하였다. 이러한 특별 계획들은 망원경이 예상보다 일찍 고장날 경우를 대비해서 조기에 완수될 수 있도록 계획되었다. 소집된 패널이 규명한 그러한 계획 세 개는 다음과 같다.
1. 은하간 물질의 특징들과 은하 및 은하군의 기체 성분을 밝히기 위해 퀘이사 방출선을 이용한 근방의 은하간 물질 연구,[123]
2. 다른 기구들이 사용될 때마다 자료를 수집하기 위해 광시야 카메라를 이용한 심도 있는 성간물질 탐사,[124]
3. 거리 척도의 눈금화 작업 중 내외적으로 오차를 1할 내로 줄여서 허블상수를 측정하는 계획.[125]

### 주요 발견

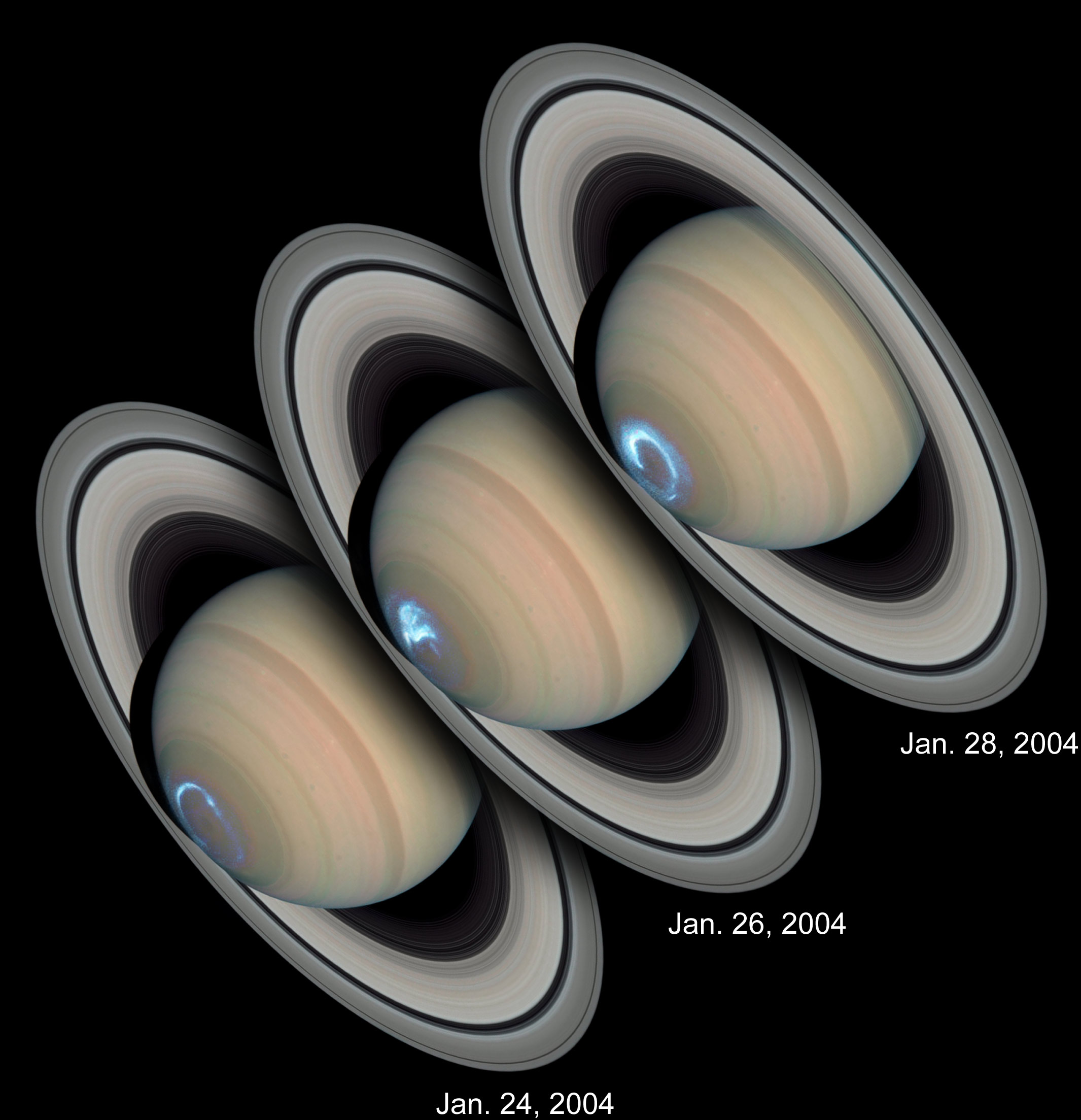
토성의 남반구 오로라를 보여주는 허블의 STIS UV 및 ACS 가시광선 합성 사진

허블우주망원경은 다소 오랜 기간 해결하지 못했던 천문학 문제의 해결에 도움을 주었다. 반면에 새로운 문제를 제기하기도 하였는데, 그 중 일부를 설명하기 위해 새로운 이론이 필요했다. 허블의 주요 임무 한가지는 세페이드 변광성과의 거리를 이전까지 관측했던 것보다 더욱 정확히 측정하여 허블상수의 측정값 범위를 제한하는 것이었다. 허블상수는 우주의 팽창속도를 나타내는 치수로서, 우주의 나이와도 상관있다. 허블상수의 측정값은 HST의 발사 이전까지 일반적으로 최대 50%의 오차를 가진 반면, 처녀자리 은하단 및 다른 먼 은하단 속의 세페이드 변광성을 이용한 허블망원경의 측정값은 ±10%의 오차를 가졌다. 이 값은 허블이 발사된 이후 다른 측정 방법들을 이용하여 산출했던 정밀한 측정값과 일치했다. 과학자들은 허블망원경의 발사 이전까지 우주의 나이를 100억 년에서 200억 년 사이로 예측하고 있었다. 허블을 이용해 측정한 우주의 나이는 현재 약 137억 살이다.
허블이 우주의 나이 측정을 명확히 하는데 도움을 주는 한편, 우주의 미래에 관한 이론에 의문을 던지기도 하였다. 고적색편이 초신성 탐색 연구진(High-z Supernova Search Team) 및 초신성 우주론 계획(Supernova Cosmology Project) 소속의 천문학자들은 지상망원경과 HST를 사용하여 멀리 있는 초신성을 관측하였고, 우주의 팽창이 중력에 의해 느려지지 않고 오히려 빨라지고 있다는 증거를 발견했다. 두 연구진의 구성원 세 명은 후일에 이 발견에 대한 공로로 노벨상을 수상하였다. 가속팽창의 원인은 아직까지 제대로 규명하지 못했으나, 가장 신뢰받는 원인은 암흑에너지이다.

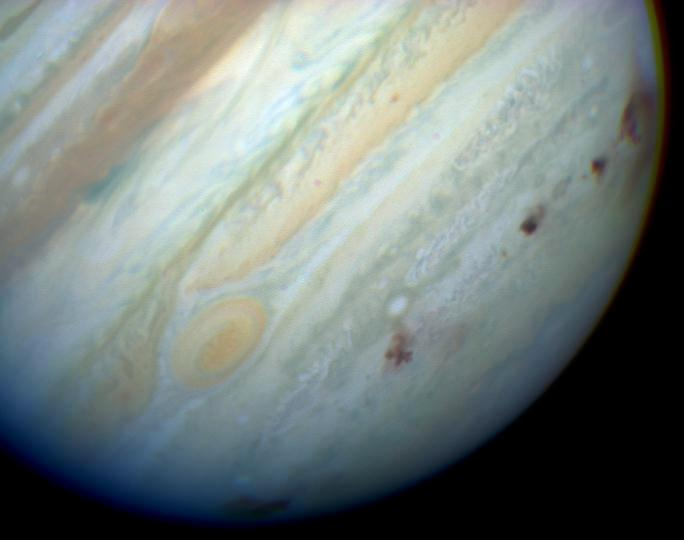
목성의 표면 남반구에 난 갈색 점들은 슈메이커-레비 9 혜성의 충돌 자국이다. 허블이 촬영하였다.

허블우주망원경이 보내온 고해상도 스펙트럼 및 사진은 특히나 근처 은하들의 중심핵 속에 있는 블랙홀의 존재를 규명하기에 적합했다. 1960년대 초에 일부 은하의 중심에서 블랙홀이 발견될 것이라는 가설이 세워졌으며, 1980년대에는 천문학자들이 수많은 신빙성 있는 블랙홀 후보들을 발견하기도 했다. 허블을 이용하여 착수한 연구에서는 블랙홀이 아마도 모든 은하의 중심에 흔히 존재할 것이라는 사실을 밝혀냈다. 나아가 허블의 관측 계획은 은하핵 블랙홀의 질량과 은하의 특징이 밀접하게 연관되어 있다는 사실을 밝혀내기도 하였다. 즉 여러 은하 속 블랙홀에 관해 허블이 남긴 관찰은 은하와 그 중심의 블랙홀 사이에 밀접한 연관성을 입증하는 것이었다.
1994년 슈메이커-레비 9 혜성과 목성의 충돌은 Servicing Mission 1이 허블의 광학 성능을 복구한지 몇개월 밖에 지나지 않은 시점에 천문학자들에게 우연한 기회로 찾아왔다. 허블이 촬영한 행성 사진은 1979년 보이저 2호의 근접 비행 이후 촬영된 그 어떤 사진 중에서도 선명한 목성의 영상이었고, 수 세기에 한 번 일어날까 말까 하는 혜성과 목성의 충돌을 동역학적으로 연구할 때 중요한 자료였다.
허블의 관찰 자료로 이루어진 다른 발견으로는 오리온 성운의 원시행성계원반 및 태양과 같은 별들 주변에 외계행성들이 존재한다는 증거와 수수께끼로 남아 있는 감마선 폭발의 광학적 실체가 있다. 또 HST는 왜소행성인 명왕성과 에리스를 포함하여 태양계 외곽에 있는 천체들의 연구에 쓰이기도 하였다.

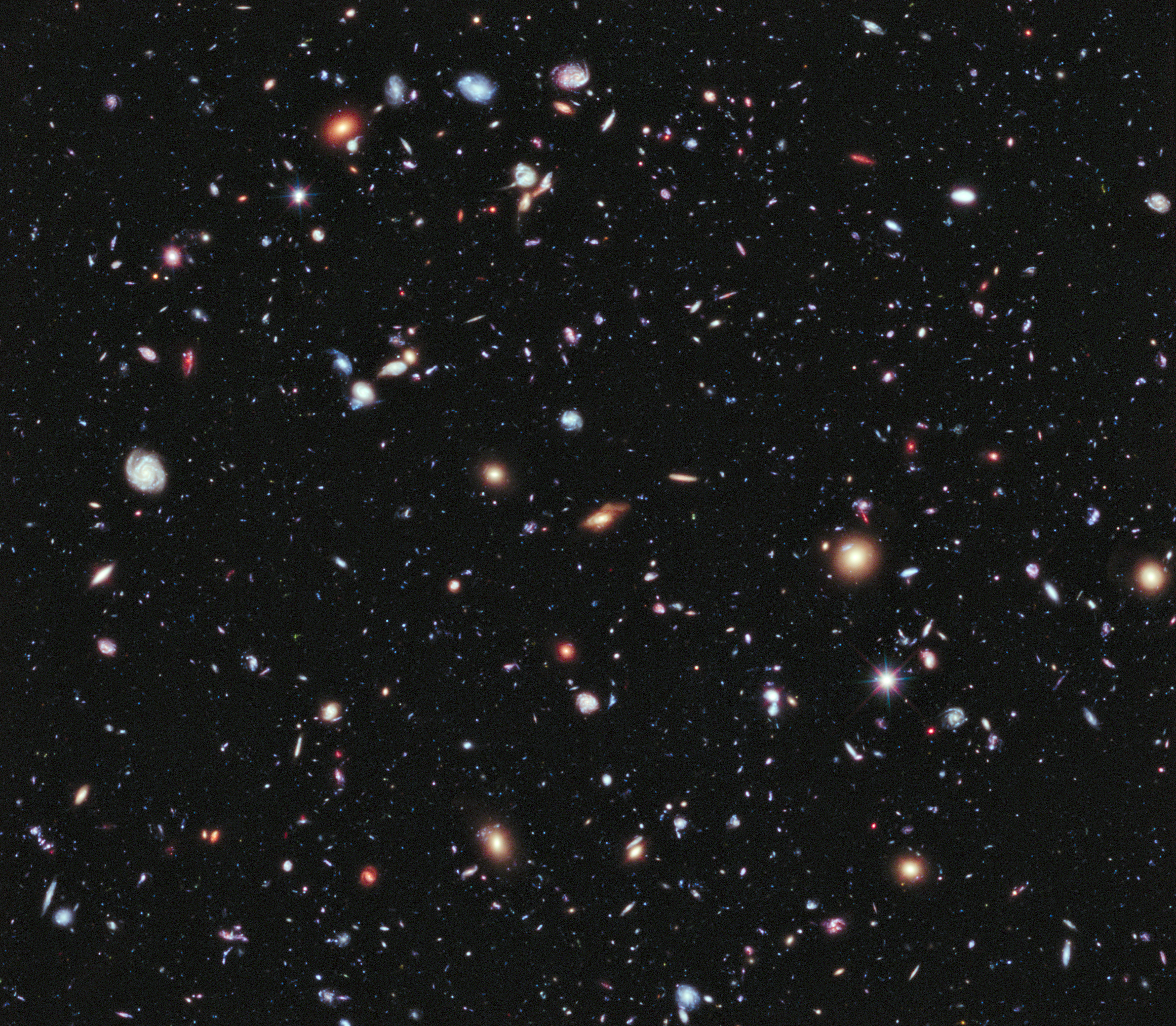
화로자리의 허블 익스트림딥필드 사진

허블으로 먼 우주를 들여다 볼 수 있는 특별한 창으로는 허블 딥필드와 허블 울트라딥필드, 그리고 허블 익스트림딥필드가 있다. 이것들은 가시광선 파장에서 타의 추종을 불허하는 허블의 감도로 하늘의 작은 일부분을 사진에 담아낸 것으로, 지금까지 그 어떤 광학 대역에서 얻은 사진보다도 먼 곳을 담고 있다. 이 사진 속에는 수십억 광년 떨어져 있는 은하들이 담겨 있어 연구 대상으로서 수많은 연구 논문 작성에 도움을 주었으며, 초기 우주를 바라보는 새로운 창이 되었다. 광시야카메라 3은 이 영역들을 적외선과 자외선 대역에서 개선하여 MACS0647-JD와 같이 여태껏 발견된 천체 중 가장 먼 천체들의 발견에 도움을 주었다.
2006년 2월에 특이한 천체 SCP 06F6가 허블우주망원경을 통해 발견되었다. 2012년 6월과 7월 사이에 미국의 천문학자들은 허블을 이용하여 명왕성을 공전하는 다섯번째 위성을 발견했다.
2015년 3월, 어떤 연구진은 가니메데 주변 오로라를 관측하여 위성의 지하에 바다가 있다는 사실을 공표하였다. 연구진은 허블을 사용해 가니메데의 오로라의 운동을 연구해서 거대한 염수 바다가 목성의 자기장과 가니메데의 자기장의 상호작용을 억제할 수 있음을 알아내었다. 얼음지각 표면으로부터 150 km 아래에 숨겨진 이 바다는 수심이 100 km에 이르는 것으로 추정된다.

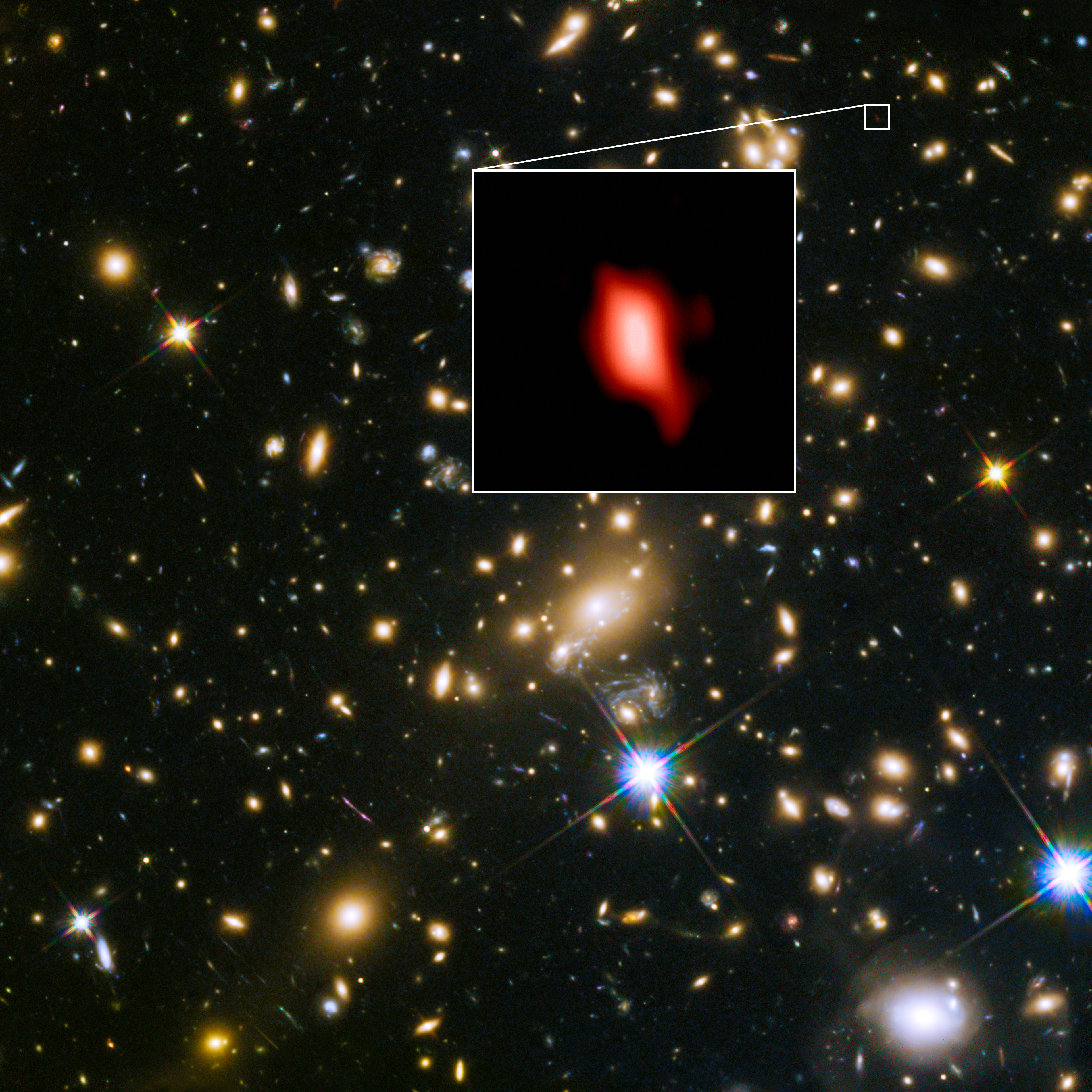
MACS J1149.5+2223의 모습을 담은 허블과 ALMA의 합성 사진

허블은 2015년 12월 11일에 사상 최초로 초신성이 다시 나타나는 것이 미리 예견된 현상을 촬영하였다. "레프스달"이라는 별명이 붙은 이 초신성은 중력이 초신성의 빛을 굴절시키는 은하단의 여러 가지 질량 모형을 사용하여 예측된 것이다. 이 초신성은 허블 프런티어 필즈 관측 계획의 일환으로서 2014년 11월에 MACS J1149.5+2223 은하단 뒤편에서 이미 관찰되었다. 천문학자들은 아인슈타인의 십자가라고 불리는 배열로 초신성의 분열된 상 네 개를 발견하였다. 은하단의 빛은 지구에 도달하는데 약 50억 년이 걸리지만, 초신성은 대략 100억 년 전에 폭발했다. 레프스달의 재출현을 탐지함으로써 천문학자들은 특별한 기회를 얻었다. 은하단의 질량, 특히 암흑물질의 질량이 이 은하단에 어떻게 분포되어 있는지 그들이 가지고 있는 모형을 이용하여 검증할 수 있는 기회이다.
한 연구진은 2016년 3월 3일에 허블의 관찰 자료를 이용해서 현재까지 발견된 은하 중에서 가장 먼 은하가 발견되었음을 공표했다. GN-z11 은하에 대한 허블의 관측은 2015년 2월 11일과 4월 3일에 착수되었으며, CANDELS/GOODS-North surveys의 일환이었다.

### 천문학에 미친 영향

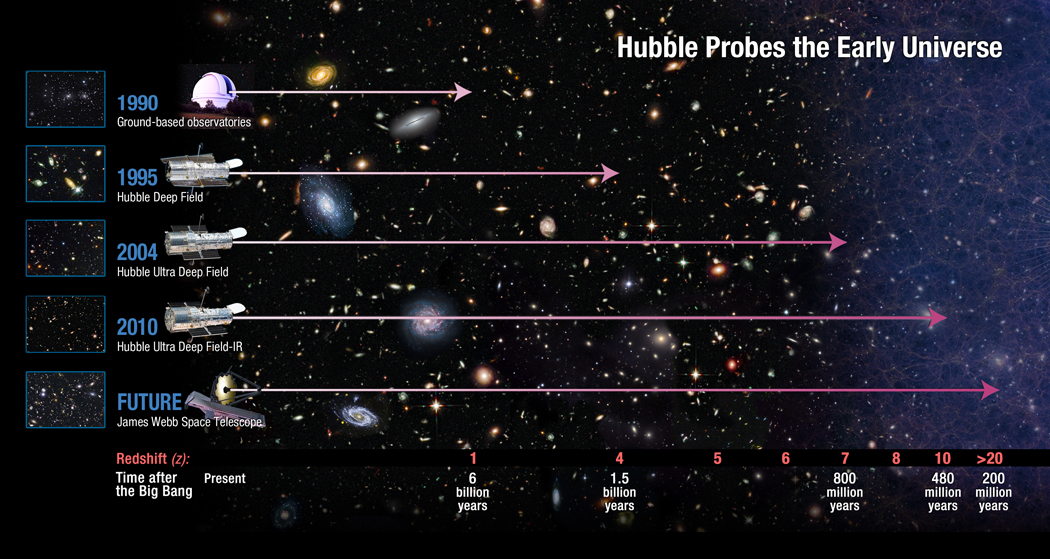
우주 초기를 들여다보는 망원경의 발전사

허블이 관찰한 자료는 천문학에 긍정적인 영향을 끼쳤다. 허블의 자료를 기초로 15,000 편이 넘는 논문이 피어리뷰 학술지에 투고되었으며, 컨퍼런스 프로시딩에 있는 것까지 합하면 셀 수 없이 많다. 이러한 연구들이 발표된 후 수 년 동안 여러 논문의 인용 조사를 해보면, 인용되지 않는 천문학 논문은 모든 천문학 논문의 약 3분의 1에 달하는데 비하여, 허블의 자료에 근거한 천문학 논문 중에 인용되지 않는 논문은 고작 2% 밖에 되지 않는다. 평균적으로 허블의 자료를 근거로 하는 논문은 허블의 자료를 쓰지 않는 논문보다 약 두 배 정도 많이 인용된다. 매년 투고되는 논문 중 가장 많이 인용되는 200 편의 논문의 약 10%가 허블의 자료를 기초로 한 것이다.
허블우주망원경은 천문학 연구에 큰 도움을 주기도 하지만, 재정적 지출 역시 막대하다. 여러 구경의 망원경의 천문학적 상대적 수익을 다루는 연구에서, HST의 자료 기반 논문은 윌리엄 허셜 망원경과 같은 4m 구경의 지상망원경의 관찰 자료 기반 연구보다 고작 15배 많이 인용되는데 비하여, HST는 제작과 유지보수에 지상망원경보다 무려 약 100배 많은 비용이 쓰였다는 사실을 밝혀냈다.
지상망원경 건축과 우주망원경 건조 중에서 둘 중 하나를 선택하는 과정은 복잡하다. 당장 허블이 발사되기 전에도 조리개 마스킹 간섭계처럼 특수한 지상망원경 기술이 있어서 허블보다 뛰어난 고해상도 광학 및 적외선 영상을 얻을 수 있었다. 하지만 이 기술로 관찰할 수 있는 표적은 허블이 관찰할 수 있는 가장 어두운 표적보다 최소한 108 배 밝은 천체로 한정된다. 그때부터 적응광학은 지상망원경의 고해상도 영상 기술을 희미한 천체의 적외선 촬영쪽으로 확장하는 방향으로 기술 진보가 이루어졌던 것이다. 적응광학과 허블의 관측의 유용성은 문제가 요구되는 연구의 특히 상세한 부분에서 크게 비교된다. 가시광선 대역에서 적응광학의 능력은 상대적으로 협소한(협각) 시야에 국한되지만, HST는 광시야(광각)에서도 고해상도 광학 영상화가 가능하다. 극히 일부분의 천체들만이 지상망원경으로 고해상도 촬영 가능한 반면, 허블은 밤하늘의 어느 곳이든 고해상도 관측을 수행할 수 있으며, 극히 어두운 천체에 대해서도 관측이 가능하다.

### 항공우주 공학에 미친 영향
허블은 과학적 성과 외에 항공우주공학, 특히 지구 저궤도에서 시스템의 성능에 상당히 많은 기여를 하기도 했다. 궤도에서 허블의 수명이 길고 사용하는 기기장치가 다양하기 때문에 상세하게 연구할 수 있도록 조립체들을 지구로 되돌려 보낸 덕이다. 허블은 특히 진공에서 흑연 합성 구조의 행동과 잔여 기체 및 유인 정비로 인한 광학오염 및 전자기기와 센서의 복사 손상, 다층 단열재의 장기간 변화의 연구에 많은 기여를 했다. 공학적으로 배울 수 있었던 교훈 중에서는 현수유체 suspension fluid를 공급하기 위해 가압산소를 써서 조립하면 전선이 부식되어 자이로스코프가 고장날 위험이 있다는 사실이 있다. 지금 사용되는 허블의 자이로스코프는 가압질소를 이용해 조립되었다.

## 데이터

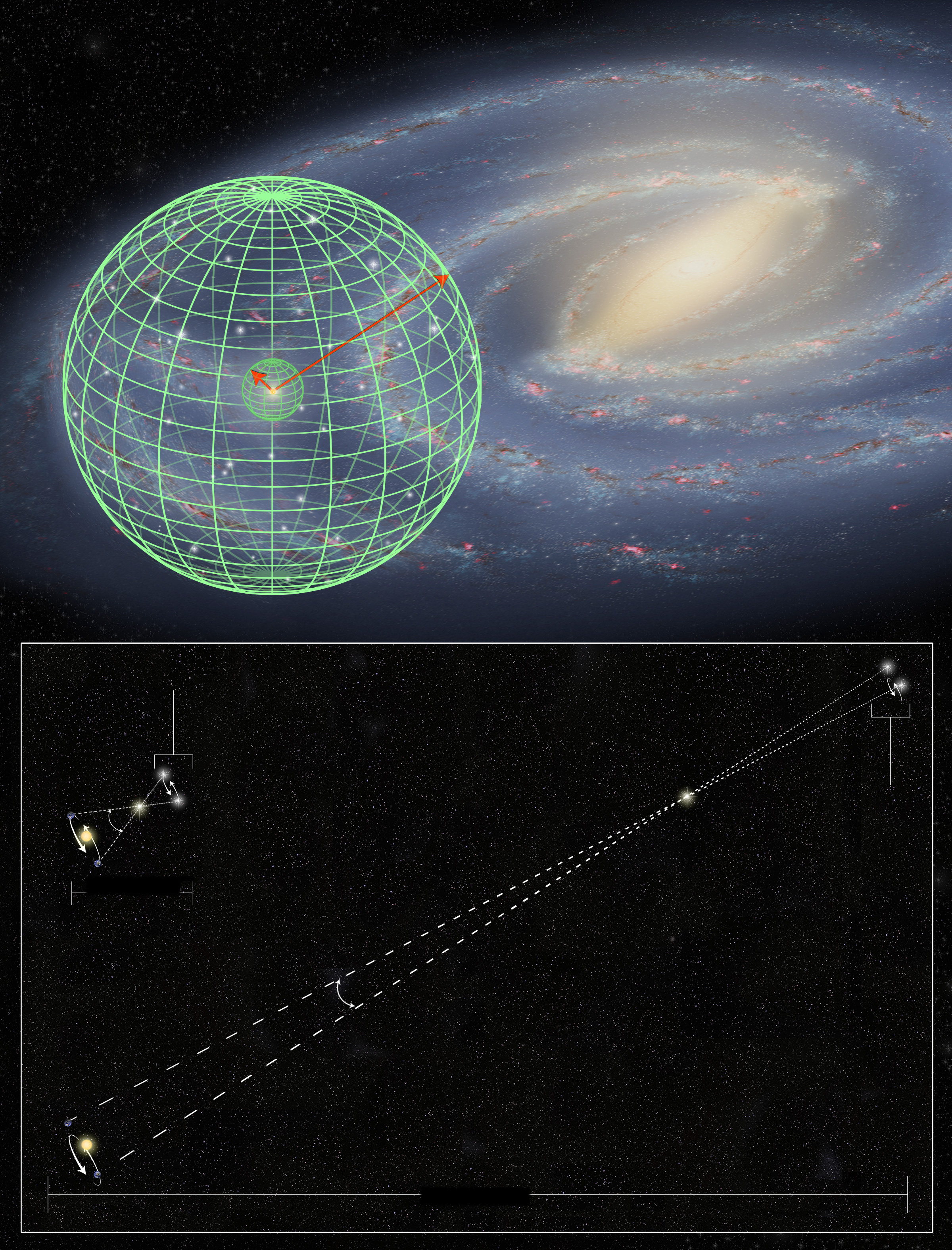
별과의 거리를 정밀하게 측정할 수 있는 범위는 허블에 의해서 기존보다 10배 더 넓어졌다.

### 전송
처음에 허블의 관측 자료는 우주선에 저장되었다. 발사 이후 저장 장치였던 릴투릴 방식 테이프 레코더는 구식이 되어 Servicing Mission 2 및 3A에서 솔리드 스테이트 저장장치로 교체되었다. 허블우주망원경은 대략 하루에 두 번에 걸쳐 무선 통신으로 자료를 정지궤도의 추적 및 자료중계 위성체계(Tracking and Data Relay Satellite System, TDRSS)의 위성으로 보낸다. 과학 자료는 TDRSS에서 다운링크를 통해 뉴멕시코주의 화이트 샌드 시험소에 위치한 직경 18미터 고감도 초단파 수신기 두 대 중 하나로 송신된다. 그 다음 고다드우주비행센터에 있는 우주망원경임무통제실 Space Telescope Operations Control Center로 보내, 최종적으로 우주망원경과학연구소에서 자료를 보관한다. 매주 HST의 다운링크를 통해 대략 140 기가비트의 자료가 들어온다.

### 컬러 이미지

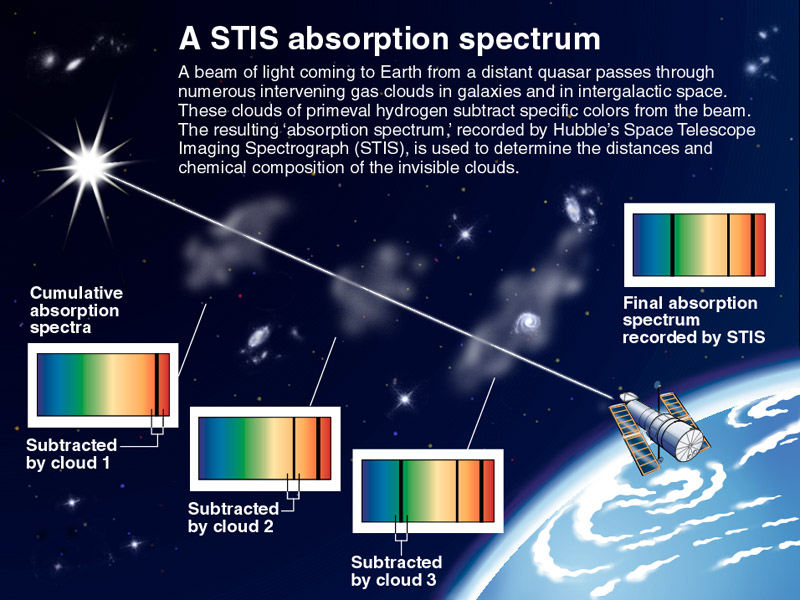
스펙트럼 자료 분석으로부터 보이지 않는 성운들의 화학 성분을 알 수 있다.

허블우주망원경이 촬영하는 모든 사진은 다양한 필터를 통해 촬영된 단색광 흑백사진이다. 필터는 특정 파장의 빛만이 투과할 수 있으며, 각 카메라에 여러 필터 세트로 통합되어 있다. 색채 영상은 여러 필터를 통해 촬영된 단색광 영상들을 합성함으로써 만들어진다. 이 과정에서 적외선과 자외선 대역까지 포함된 가색상 영상이 만들어지기도 한다. 보통 적외선은 짙은 적색으로 표현되고 자외선은 짙은 청색으로 표현된다.

### 아카이브
허블의 관찰 자료는 모두 최종적으로 STScI, CADC, ESA/ESAC의 우주망원경 전용 미컬스키 아카이브(Mikulski Archive for Space Telescopes)를 통해 이용 가능하다. 자료를 이용 및 접근할 수 있는 권한은 자료 수집 후 6개월 동안 연구 책임자(principal investigator, PI)와 PI에게 임명된 천문학자에게 우선적으로 주어진다. PI는 STScI의 연구소장에게 사정에 따라 우선 이용 접근 기간을 연장하거나 축소하도록 요청할 수 있다.
책임자 재량 시간 동안 수행된 관측은 우선 이용 접근 기간이 없으며, 즉시 공공에 공개된다. 다크프레임과 플랫프레임 같은 캘리브레이션(영점화) 자료 역시 즉시 공개된다. 아카이브의 자료는 모두 유연영상전송체계 (FITS) 형식으로 되어 있어 천문학적 분석에 적합하지만 공공 이용이 불가능하다. 그래서 허블 유산 계획(Hubble Heritage Project)에서 미적인 가치가 있는 영상들을 선별한 뒤 JPEG와 TIFF 형식으로 처리하여 공공에 공개하고 있다.

### 파이프라인 축소
CCD로 촬영된 천문 자료는 반드시 캘리브레이션(영점화) 절차를 거쳐야만 천문학적 분석에 적합한 자료가 된다. STScI에서 개발한 소프트웨어는 아카이브에서 자료를 요청할 때 이용 가능한 최적의 캘리브레이션 파일들로 자동으로 자료를 영점화한다. 이런 '즉답형' on-the-fly 처리로 큰 자료 요청은 처리되고 반환되기까지 꼬박 하루 이상은 걸린다. 이렇게 자료가 자동적으로 처리되는 과정을 '파이프라인 리덕션'이라고 하며, 큰 천문대일수록 흔하게 쓰인다. 천문학자들이 스스로 캘리브레이션 자료를 찾고 싶다면 설치된 파이프라인 리덕션 소프트웨어를 실행하면 된다. 이 방법은 자동적으로 선정된 파일이 아니고 다른 캘리브레이션 파일을 사용해야할 때 유용하다.

### 데이터 분석
허블의 관찰 자료는 여러 패키지툴을 사용해서 분석할 수 있다. STScI는 허블의 자료 사양에 알맞게 주문제작한 우주망원경 과학자료처리체계(Space Telescope Science Data Analysis System, STSDAS) 소프트웨어를 지원하고 있는데, 원자료 파일의 파이프라인 리덕션을 실행할 때 필요한 프로그램들이 모두 동봉되어 있다. 이 소프트웨어는 유명한 천문 자료 리덕션 프로그램인 IRAF 모듈로 실행된다.

## 대중 활동
늘 그렇듯 우주망원경은 대중의 인식을 중요하게 의식해야 했다. 납세자들의 세금이 망원경의 건조와 운용 비용으로 상당히 많이 쓰였기 때문이다. 거울의 결함 때문에 허블의 명성이 민중에게 심각하게 훼손되었던 초창기 이후로, 허블은 첫 정비 임무를 통해 교정된 광학계를 장착하면서 주목받을 만한 수많은 영상을 만들어내어 명성을 회복한다.

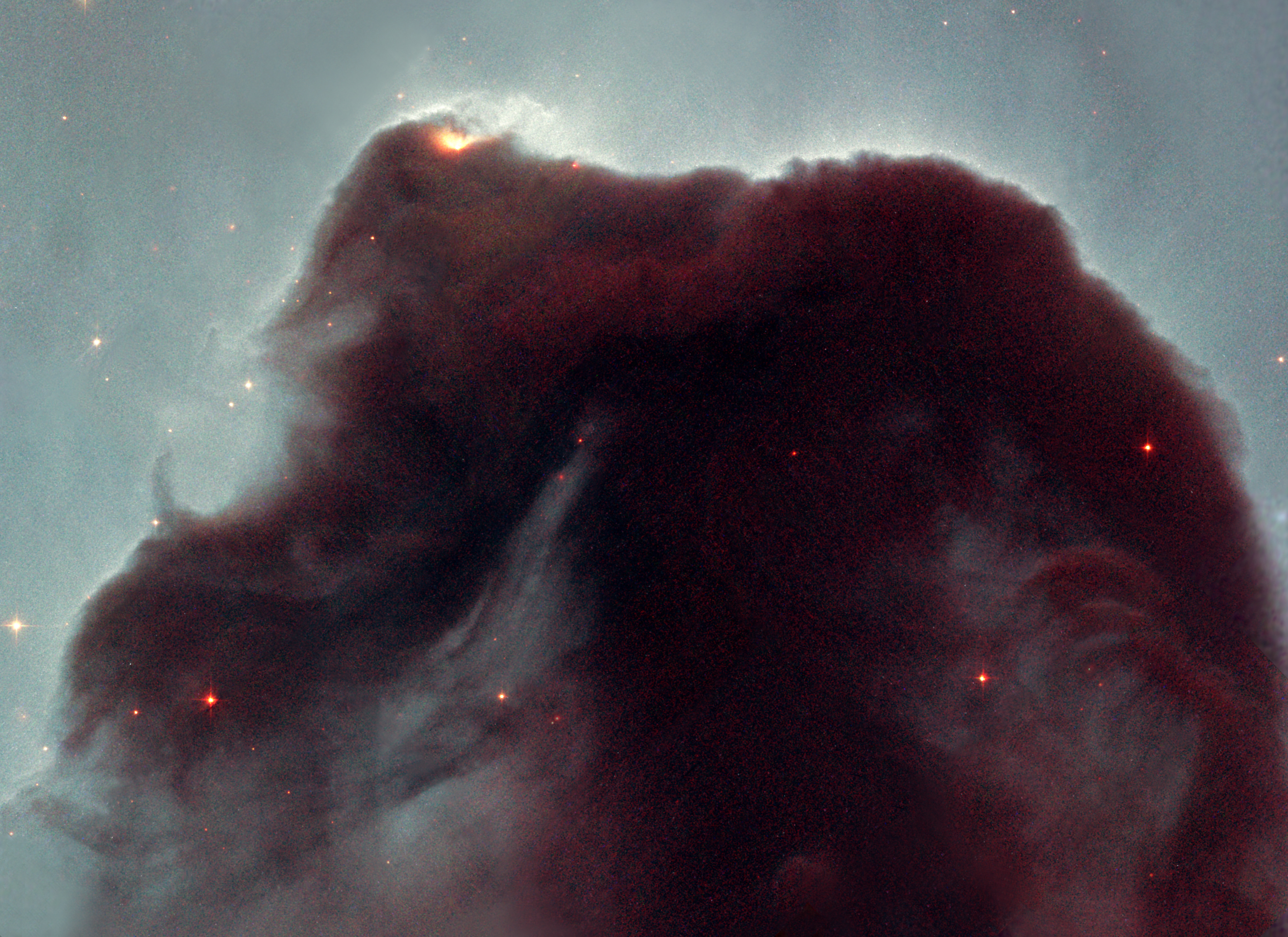
2001년, NASA는 인터넷 사용자들에게 허블으로 어떤 것을 관찰하고 싶은지 설문조사했다. 사용자들은 말머리 성운에 압도적인 표를 던졌다.

허블의 활동에 대해 대중들의 긍정적인 인식을 지키기 위한 노력으로 몇차례 활동이 계획된 적 있었다. 미국에서 대외적인 노력은 우주망원경과학연구소 (STScI)의 공공대외활동 부서에서 시작된다. 부서는 2000년에 납세자들에게 우주망원경 계획의 투자 이득을 알리기 위해 설립되었다. STScI는 그러한 목적으로 HubbleSite.org 웹사이트를 운영하고 있다. 동일 기관에서 운영되는 허블 유산 계획은 공공에 관측 사상 가장 흥미롭고 아름다운 천체들의 고화질 영상을 공개하고 있다. 계획 부서는 아마추어와 전문가들 뿐만 아니라 천문학 외의 활동 인원들도 소속되어 있어 허블이 촬영한 사진의 미학적 본질을 강조하고 있다. 유산 계획은 소정의 망원경 운용 시간을 인정받아서 여러 과학적인 이유로 색채 영상 합성에 필요한 단색광 영상이 충분하게 촬영된 적 없는 천체를 관측하고 있다.
1999년 이후로, 유럽에서 허블의 대외활동을 알리는 주요 집단은 허블 유럽우주기구 정보센터(Hubble European Space Agency Information Centre, HEIC)이다. 사무처는 독일 뮌헨의 유럽우주망원경 조정기관(Space Telescope European Coordinating Facility)내에 설립되어 있으며, HEIC의 담당 업무는 유럽우주기구를 대신하여 HST의 대외활동과 교육업무를 진행하는 일이다. 보통 허블의 흥미로운 연구 결과나 영상을 다루는 뉴스 및 사진의 보도에 초점을 맞추고 있다. 대부분 유럽 출신 사람들로 구성되어 있어서 ESA가 보유한 허블의 지분(15%)과 관찰 위성에 유럽인 과학자들이 기여한 바를 널리 알리고 있다. ESA는 교육자료를 만들고 있는데, 허블캐스트(Hubblecast)와 같은 방송 시리즈를 통해 세계적인 과학 특종을 공공에 알리고 있다.
허블우주망원경은 우주재단(Space Foundation)으로부터 대외활동 방면에서 2001년과 2010년에 두 번의 우주성과상(Space Achievement Award)을 입상했다.
허블우주망원경의 레플리카도 있다. 레플리카는 에드윈 P. 허블의 고향인 미주리주 마시필드(marshfiled)의 법원청사 앞 잔디밭에 전시되어 있다.

### 축하 이미지

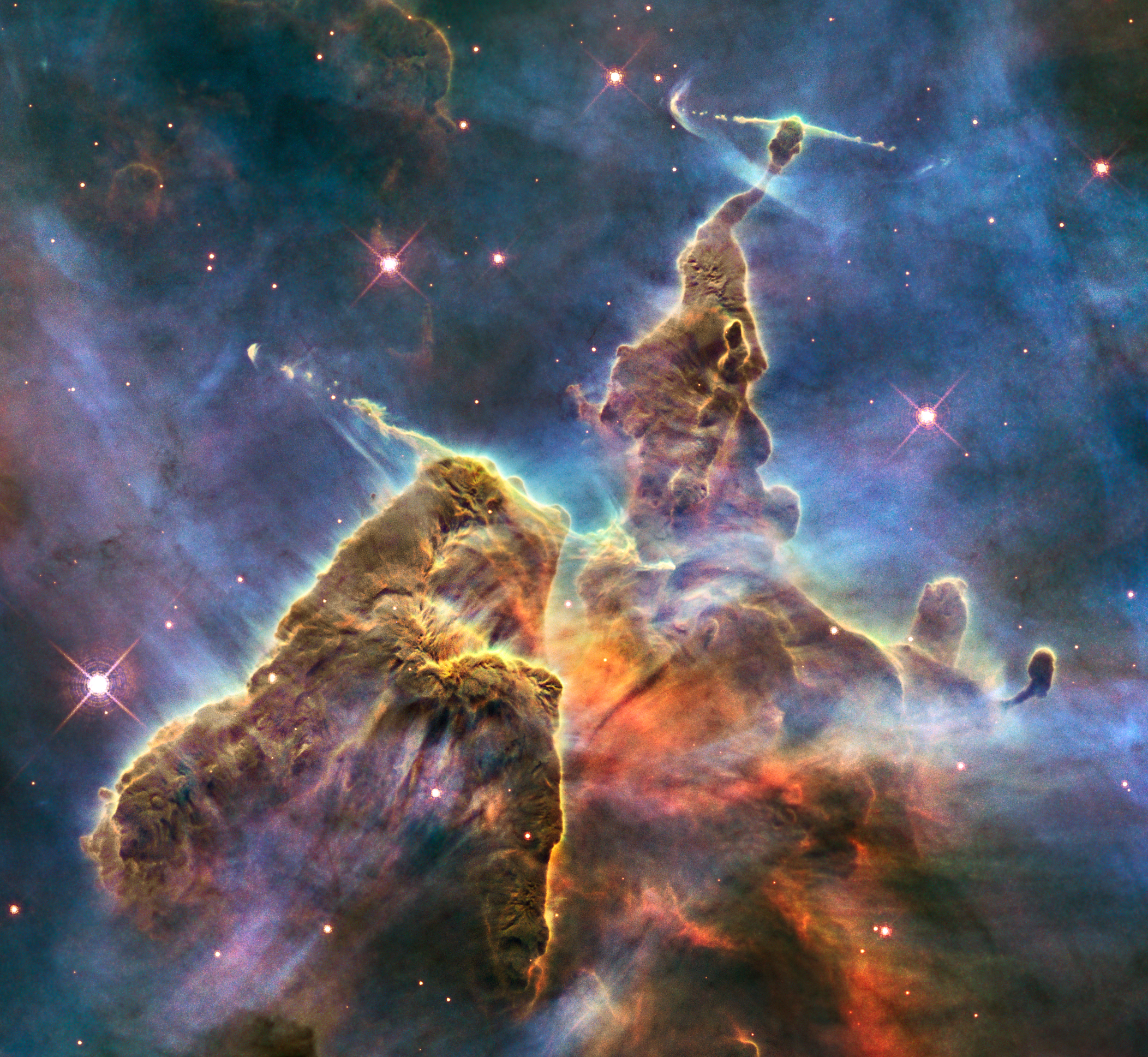
용골자리 성운의 기체 티끌 기둥. 신화의 산 Mystic Mountain이라는 별명이 붙여진 이 영상은 광시야카메라 3으로 촬영되어 2010년에 허블의 우주 발사 20주년을 기념하기 위해 공개되었다.

허블우주망원경은 2010년 4월 24일에 우주 발사 20주년을 맞이하였다. 기념축하 행사로 NASA와 ESA, 우주망원경과학연구소는 용골자리 성운 사진을 공개하였다.
2015년 4월 24일에 허블 25주년을 기념하기 위해 STScI는 용골자리 방향으로 약 20,000 광년(6,100 pc) 떨어져 있는 웨스터룬드 2 성단의 사진을 25곳의 허블 웹사이트를 통해 공개했다. 유럽우주기구는 웹사이트에 25주년 기념 웹페이지를 작성하기도 했다. 2016년 4월, 허블의 26번째 "생일"을 기념하기 위해 거품 성운 사진이 공개되었다.

## 장비 고장

### 자이로스코프 회전 센서

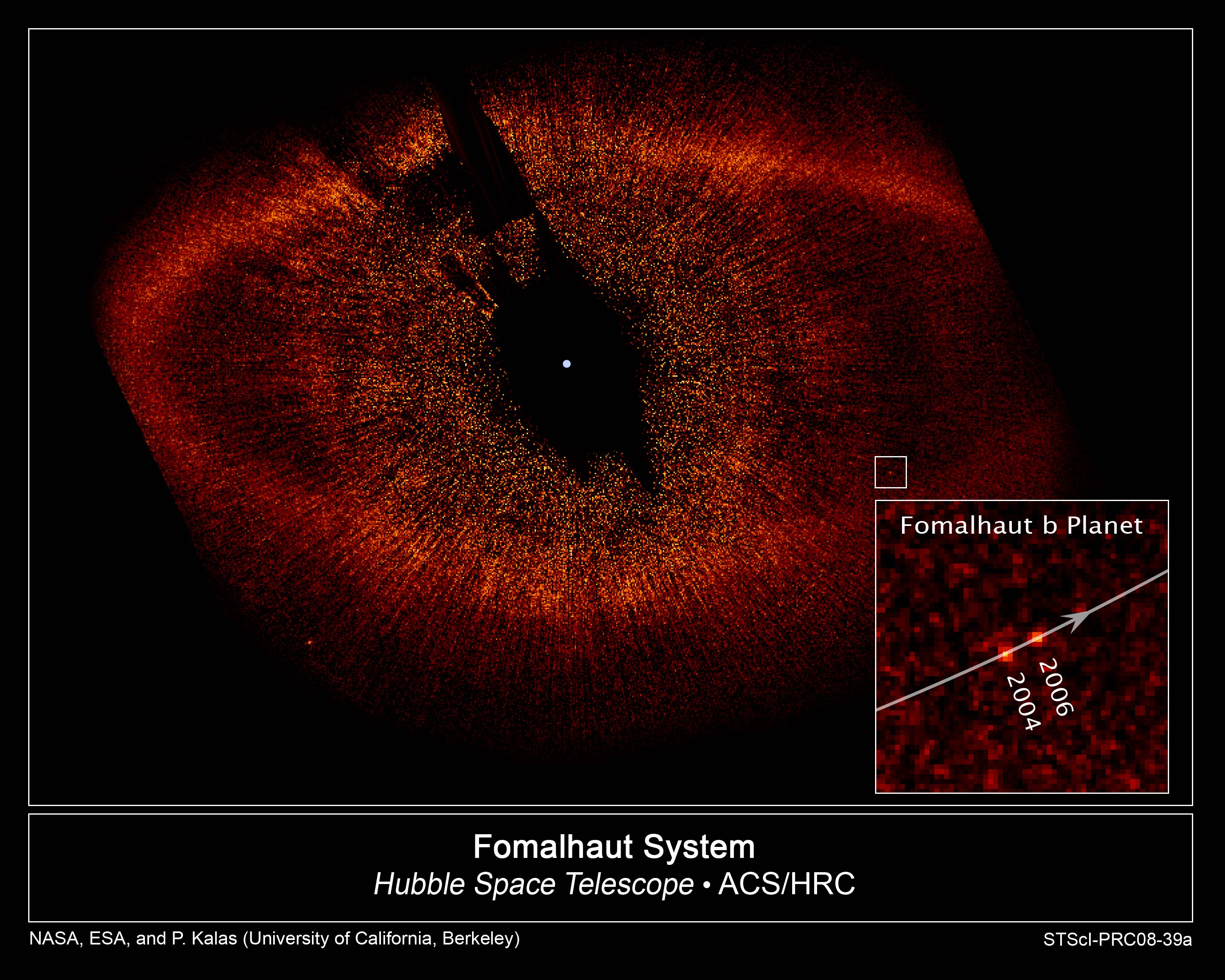
허블이 관찰한 포말하우트의 계. 이 가색상 영상은 2004년 10월과 2006년 7월에 탐사용 고성능카메라로 촬영되었다.

지난 정비 임무는 구식 장비를 신식으로 교환하여 망원경의 고장을 방지하고 새로운 과학적 사실을 밝히기 위한 것이었다. 정비 임무가 없었다면 기구들은 지금쯤 모두 고장났을 것이다. 2004년 8월에 우주망원경 영상분광카메라의 전원 시스템이 고장나면서 기구의 렌더링이 불가능해졌다. 이 전자부품은 전적으로 리던던트식 이중 구조였지만, 그 중 하나는 이미 2001년 5월에 고장났다. 이 전원 장치는 2009년 5월 Servicing Mission 4에서 수리되었다.
탐사용 고성능카메라 (ACS)의 메인 카메라의 주요 전자부품도 2006년 6월에 고장났으며, 2007년 1월 27일엔 예비 전자부품의 전원 장치까지 고장났다. 광각 채널용 전원 장치가 SM 4에서 새로 추가되었으나, 여러 간이 검정을 통해 이 장치가 고해상도 채널에 쓸모가 없다는 사실이 밝혀진다. 광시야 채널 Wide Field Channel (WFC)은 2009년 5월 STS-125의 수리를 통해 복구되었지만 고해상도 채널 High Resolution Channel (HRC)은 여전히 오프라인 상태이다.
2019년 1월 8일, UTC 17시 23분에 WFC3이 장치 내 문제로 작동을 멈추었다. WFC3에 설치된 소프트웨어가 지정된 범위를 벗어난 전압 수치를 감지하면서 오작동 방지 차원에서 세이프 모드에 들어간 것이다. 2019년 1월 15일에 NASA는 원격 진단 회로의 엔지니어링 데이터가 정확하지 않아서 생긴 결함이라고 발표했다. 덧붙여 이들 회로의 다른 원격 진단 데이터 역시 잘못된 수치를 나타내고 있어서 전력 공급이 아닌 소프트웨어 자체의 결함이라고 밝히기도 했다. 진단 회로와 관련 기판을 모두 초기화한 후 다시 제 기능을 하기 시작했다. 몇 가지 시험을 거치고 2019년 1월 17일부터 WF3은 다시 제 기능을 하기 시작했다.
HST는 자이로스코프 (자이로)를 이용하여 선체의 회전을 탐지하고 측량함으로써 궤도에서 선체를 안정화하고 천문 표적을 정확하고 안정적이게 조준한다. 일반적으로 망원경의 작동에는 자이로 세 개가 필요하고, 두 개인 상황에서도 관측은 가능하지만 볼 수 있는 하늘이 어느정도 제한되어 있어서 매우 정확한 조준이 필요한 관측은 다소 어렵다. 자이로 하나로 관측을 실행하게 되는 만일의 사태에 대한 대책도 있지만, 모든 자이로가 고장날 경우 과학 관측은 더 이상 불가능하다. 2005년에 허블은 임무의 수명을 연장하는 차원에서 안정적인 망원경 작동을 위해 두 개의 자이로만 사용하는 모드로 전환한 적이 있다. 전환은 2005년 8월에 이루어졌는데, 두 개가 작동 불능인 상황에서 남은 네 개 중에 두 개를 예비로 두고, 마지막에 남은 두 개만 가동했다. 2007년에 자이로가 한 개 더 고장났다. 2009년 5월에 실시된 최종 정비 임무로 모든 자이로가 (새로 설치한 두 쌍과, 새 것처럼 고친 한 쌍으로)교체될 때까지 세 개의 자이로만 남아서 작동했다. 기술자들은 자이로의 고장이 모터의 동력 전선이 부식되면서 발생한 것이라고 추측했다. 두꺼운 현수유체를 공급할 때 전선이 산소가압 공기와 접촉한 적이 있었기 때문이다. 신식 자이로는 가압질소를 이용해서 조립되어 부식에 훨씬 더 안전하다.
2018년 9월까지 허블은 자이로스코프 6개 중 3개가 고장났기 때문에 더 이상 예비용 자이로가 없다. 2018년 10월 5일에 측량 회전에 쓰이던 남은 자이로 셋 중 하나가 더 고장났다. 과학자들이 문제를 해결할 동안 "안전" 모드로 가동된다.

## 미래

### 궤도 붕괴 및 제어된 재진입

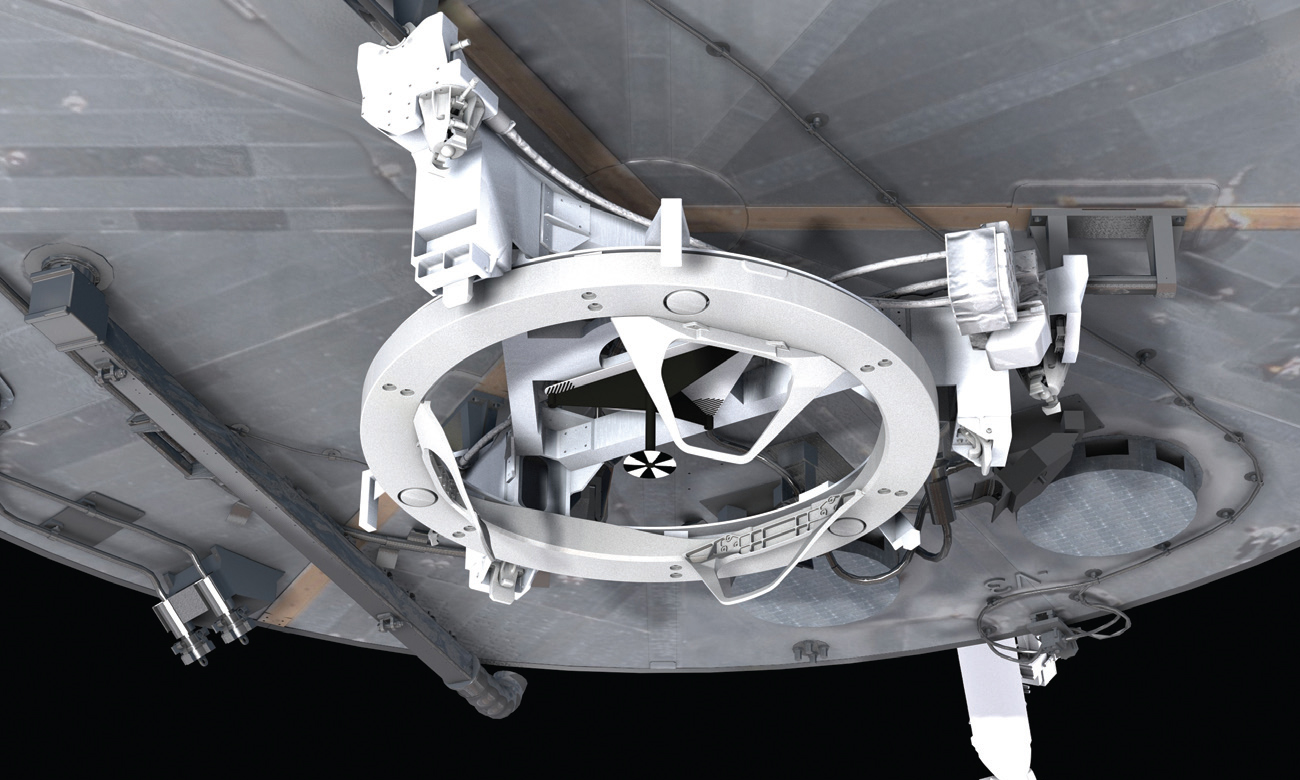
허블에 설치된 연포획 메커니즘의 상상도

허블은 극도로 희박하긴 해도 지구 대기 상층부에서 지구를 공전하고 있기 때문에 항력 때문에 시간에 따라 궤도가 붕괴되고 있다. 선체의 고도를 다시 올려놓지 않는다면 위성은 수십년 내에 지구의 대기 하층부로 진입하여 추락한다. 정확한 날짜는 태양의 활동과, 활동이 대기 상층부에 얼마나 영향을 주는가에 달려있다. 비유도 진입 방식으로만 허블의 고도를 낮출 계획이면 주거울과 그 지지 구조물의 파편이 추락 과정에서 소멸하지 않고 지상에 도달하여 심하면 사망에 이르는 인적 피해를 입힐 수 있다. 2013년에 계획부서 차장 제임스 일레틱은 허블이 2020년대까지 살아남을 것이라는 전망을 내놓았다. 허블은 태양의 활동과 대기의 항력 때문에 2028년에서 2040년 사이에 자연적으로 대기로 재진입할 것이다. 2016년 6월, NASA는 허블의 운용 일정을 2021년 6월까지로 연장했다.
원래 NASA는 우주왕복선으로 허블을 실어서 안전하게 지상으로 복귀할 계획이었다. 그러면 허블은 아마도 스미스소니언 연구소에 전시되었을 것이다. 이 계획은 우주왕복선단의 퇴역으로 취소되었다. 그리고 어떠한 경우에서도 천문학적인 임무 비용과 승무원들의 위험 때문에 계획을 추진하지 않았을 가능성이 더 컸다. 대신에 NASA는 외장의 추진 모듈을 설치하여 재진입을 유도하기로 결정했다. 최종적으로 NASA는 연포획 및 랑데뷰 장치를 설치하여 유인 또는 무인 임무를 통해 궤도에서 벗어날 수 있도록 하였다.

### 후속 망원경
| 가시광선 스펙트럼 범위 |            |
| 색깔                   | 파장       |
| 보라색                 | 380–450 nm |
| 파란색                 | 450–475 nm |
| 청록색                 | 476–495 nm |
| 초록색                 | 495–570 nm |
| 노란색                 | 570–590 nm |
| 오렌지색               | 590–620 nm |
| 빨간색                 | 620–750 nm |

자외선 영역과 가시광선 영역 관찰을 담당하는 우주망원경으로서 허블을 대체할 수 있는 것은 없다. 근시일내에 발사될 차기 우주망원경은 허블의 관찰 대역(근자외선에서 근적외선)을 완전하게 담당하지 않으며, 관찰 능력이 원적외선 대역에 치중되어 있기 때문이다. 원적외선이 각광 받는 분야는 고적색편이 및 저온 천체를 연구하는 분야인데, 이 천체들은 일반적으로 늙었거나 먼 우주에 있다. 거대한 지상망원경 역시 허블과 동일한 파장에서는 일부 천체에 대해서만 관측 가능하고, 가끔씩 적응광학 (AO)을 사용한 것은 분해능만으로는 HST에 필적하기도 한다. 집광력이 훨씬 더 크기 때문이다. 그리고 성능 향상도 더 쉽다는 장점도 있으나, 아직까지 우주의 깊고 어두운 면까지는 광시야 영역에서 허블만큼 완벽한 분해능을 발휘할 수 없다.
허블의 후계자 제작 계획들은 차세대 우주망원경 Next Generation Space Telescope 계획으로 구체화된 뒤, 허블의 공식적인 후계자인 제임스 웨브 우주망원경 (JWST) 계획으로 끝을 맺는다. 그러나 JWST를 더 커다란 허블로 생각할 수는 없다. 지구로부터 더 차갑고 멀리 있는 곳에서 작동하도록 설계되었기 때문인데, 지구와 달의 열적 또는 광학적인 간섭이 줄어드는 L2 라그랑주점에 위치할 것이다. 그래서 기구를 교체하는 것처럼 사람을 통해 완벽하게 정비할 수 있도록 고안되지 않았지만, 설계에는 다른 우주선의 방문이 가능하도록 도킹 고리가 포함되어 있다. JWST의 주요 과학적 목표는 우주에서 가장 멀리 있는 천체를 탐지하는 것이다. HST가 현재 초기 우주에서 탐지해낸 별들보다 약 2억 8,000만 년은 더 전의 별들을 탐지할 수 있을 것으로 예측된다. 이 망원경은 NASA와 유럽우주기구, 그리고 1996년에 설립된 캐나다우주기구의 국제 협력으로 운영된다. 또 아리안 5 로켓에 실려 발사될 예정이다. JWST는 크게 봤을 때 적외선 관찰 장비라고 할 수 있지만, 관찰 대역의 파장은 600 nm에 걸쳐있다. 이 파장은 대략 가시광선 영역에서 오렌지색에 해당한다. 일반적으로 육안이 탐지할 수 있는 파장은 약 750 nm 까지다. 그래서 JWST의 관찰 대역은 가시광선에서 파장이 긴 대역인 붉은색과 오렌지색 대역까지 걸쳐있는 셈이다.
| 선정된 우주망원경 및 기구 |        |               |        |
| 명칭                      | 발사일 | 파장          | 구경   |
| 육안                      | –      | 0.39–0.75 μm  | 0.01 m |
| 스피처                    | 2003   | 3–180 μm      | 0.85 m |
| 허블의 STIS               | 1997   | 0.115–1.03 μm | 2.4 m  |
| 허블의 WFC3               | 2009   | 0.2–1.7 μm    | 2.4 m  |
| 허셜                      | 2009   | 55–672 μm     | 3.5 m  |
| JWST                      | 계획중 | 0.6–28.5 μm   | 6.5 m  |

허블과 JWST의 주거울 (4.5 m^{2} and 25 m^{2} respectively)

21세기의 고차원 우주망원경에 대한 상세한 구상으로는 첨단기술 대구경 우주망원경 (Advanced Technology Large-Aperture Space Telescope)이 있다. 이 망원경은 8미터에서 16.8미터에 이르는 광학 우주망원경으로 구상되어 있다. 이것이 실현된다면 JWST보다 더욱 허블의 후계자에 가까운 셈이다. 허블이나 스피처우주망원경보다 훨씬 더 좋은 분해능으로 가시광선, 자외선, 적외선 대역에서 천체를 관찰하고 촬영할 것이기 때문이다. 이러한 계획은 2025년에서 2035년 쯤에 구체화될 것이다.
현존하는 지상망원경과, 계획상의 다양한 초대형 망원경들은 주경의 크기가 매우 크기 때문에 순전히 집광력과 회절한계라는 면에서는 허블우주망원경보다 훨씬 좋다. 하지만 망원경에 악영향을 끼치는 다른 요인들이 있다. 일부 경우에서, 이것들은 적응광학을 이용하면 분해능이 허블과 비슷하거나 더 좋다. 하지만 대형 지상 반사망원경에나 쓰이는 AO는 허블과 다른 우주망원경에는 쓸모가 없다. 대부분의 AO 광학계는 매우 협소한 영역의 시야(럭키캠 Lucky cam)만 뚜렷하게 만들 수 있기 때문이다. 예를 들어 AO로 폭이 10"에서 20" 밖에 되지 않는 협각 영역만 뚜렷하게 촬영할 수 있다면, 허블의 카메라는 2½' (150")의 광각 영역까지 뚜렷하게 촬영할 수 있다. 뿐만 아니라 지구에서는 대부분 전자기 스펙트럼이 지구 대기에 차페되지만, 우주망원경은 모든 전자기 스펙트럼에서 우주를 관찰할 수 있다. 마지막으로 배경 하늘은 지상에서보다 우주가 더 깊다. 왜냐면 공기가 낮에 흡수한 태양에너지를 밤에 방출하여 야광을 발하기 때문인데, 이 야광은 희미하지만 눈으로 보고 알 수 있을 정도라서 천체들의 콘트라스트를 낮춰버린다.

## 같이 보기
- 가장 큰 반사망원경 목록(List of largest optical reflecting telescopes)
- 가장 큰 적외선 망원경 목록(List of largest infrared telescopes)
- 우주망원경 목록(List of space telescopes)
- 〈허블〉 (2010년 다큐멘터리 영화)